# Дунхайский университет
Дунхайский университет (англ. Tunghai University, THU, кит. трад. 東海大學, упр. 东海大学) — старейший частный университет Тайваня, основан в 1955 году. Он был основан Объединённым советом христианского высшего образования в Азии (UBCHEA). Расположен в районе Ситунь, Тайчжун, Тайвань. Согласно рейтингу воздействия (Impact Rankings) Times Higher Education за 2020 год, университет считается самым влиятельным частным университетом Тайваня и третьим в стране.
Первый президент Босон Ценг сказал: «Нашим лозунгом будет новаторство», надеясь, что Дунхай станет выдающимся и инновационным университетом. Дунхай стал первым университетом на Тайване, внедрившим всеобщее обучение ИИ, инновационную школу на базе AWS, и первым в Центральном Тайване, открывшим Центр китайского языка. Университет известен своим гуманитарным образованием и универсальной учебной программой по искусственному интеллекту.
На территории расположена Мемориальная часовня Люса (по проекту архитекторов Чен Чи-квана и Бэй Юймина), являющаяся местной достопримечательностью. Логотип университета содержит крест в связи с заявлением в учредительных документах о том, что он был «основан на любви к Иисусу», а три соединённых круга относятся к Святой Троице, а также к девизу: «Истина, вера, дела». Университет носит такое же название (в иероглифическом написании), что и университет Токай в Японии. Эти два университета заключили соглашение о партнёрстве.

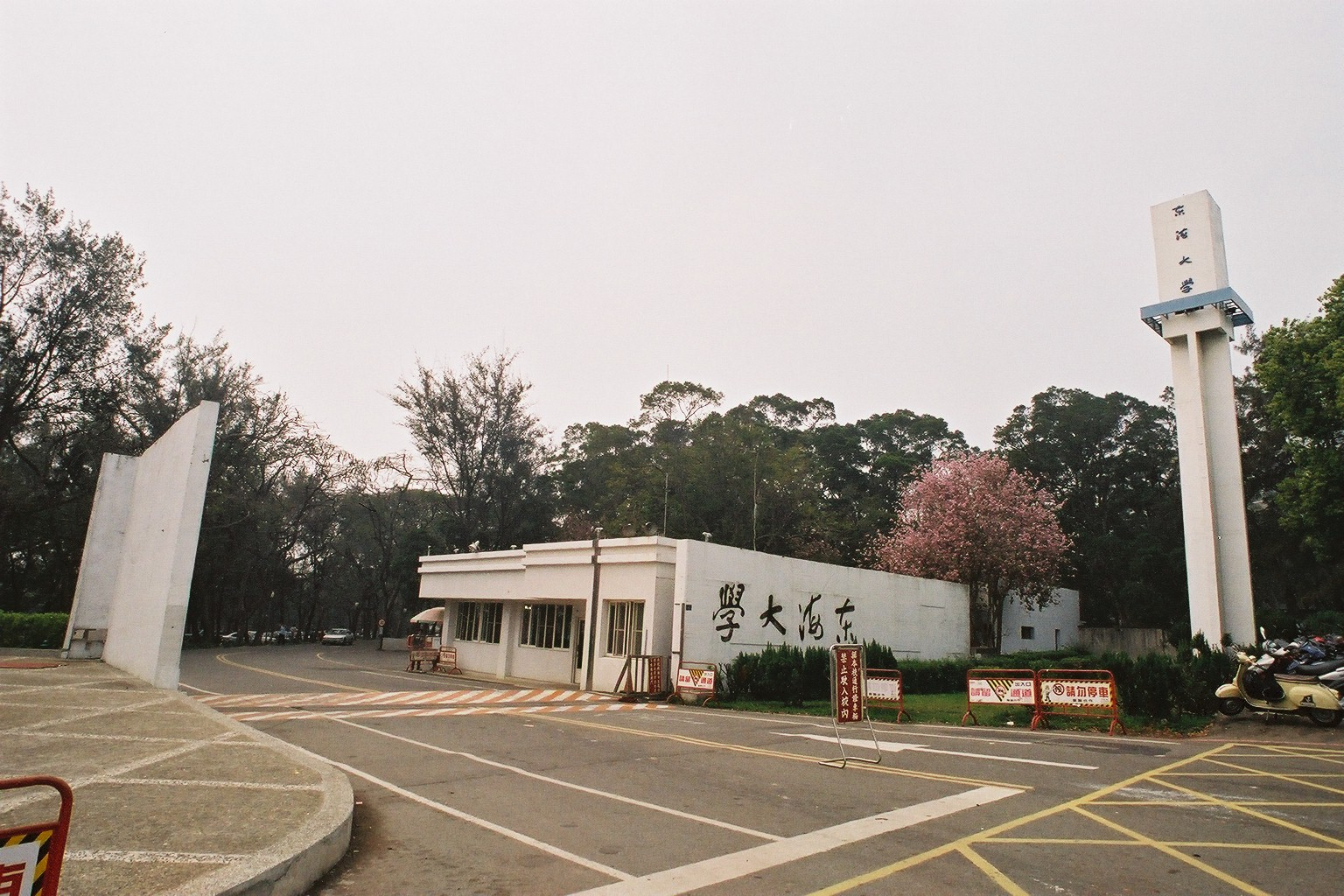
Главные ворота Дунхайского университета

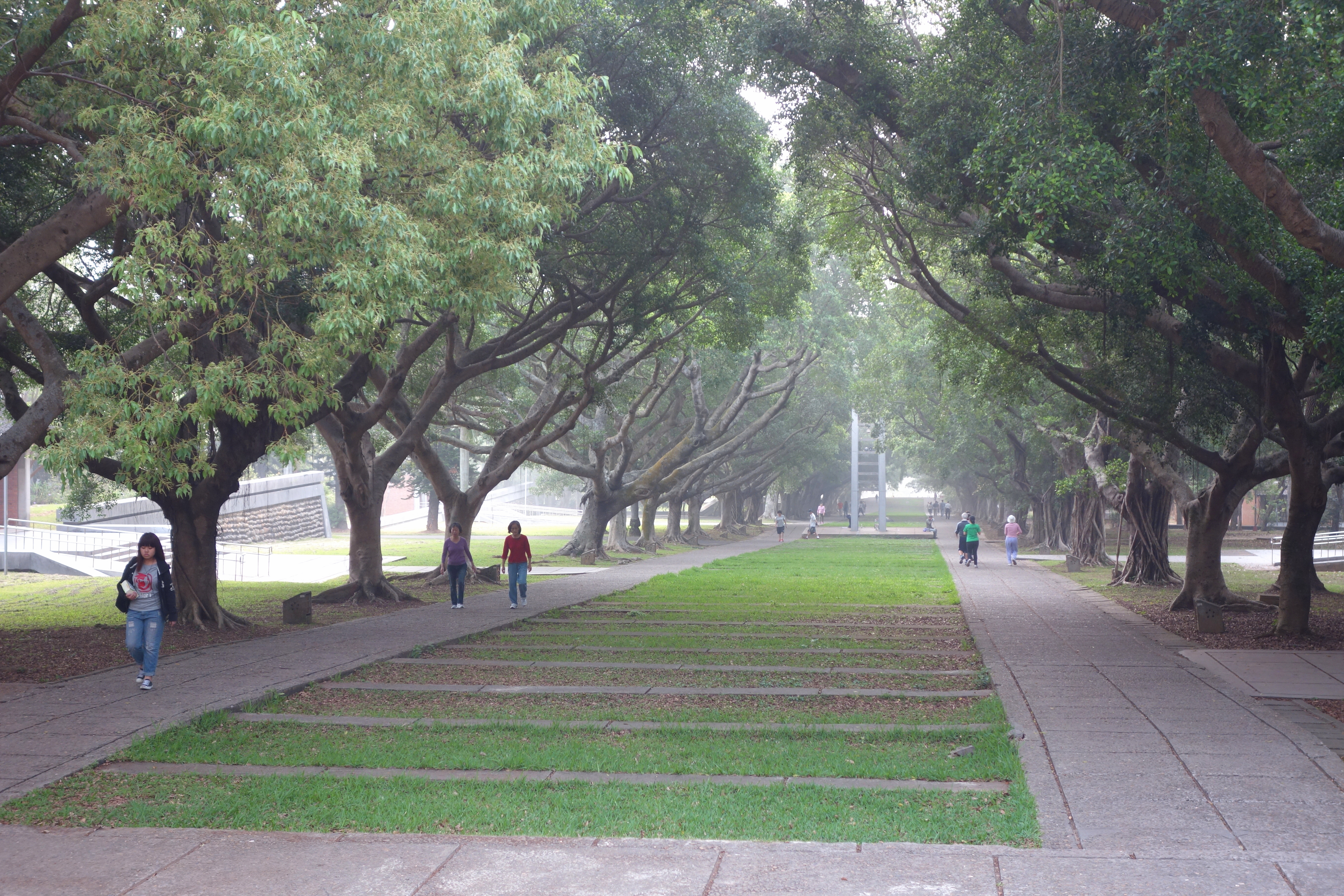
Бульвар Вэньли

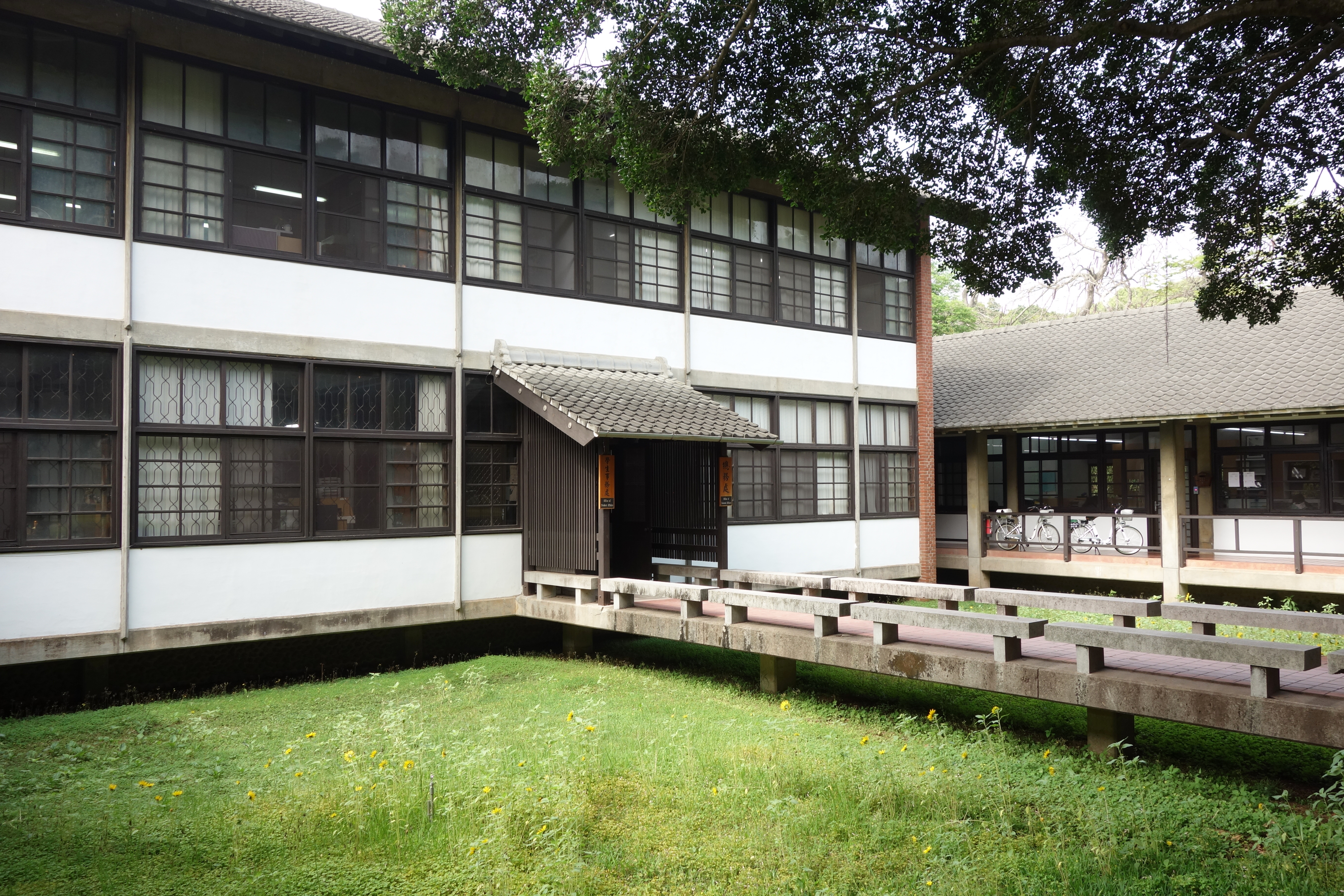
Администрация Университета Дунхай

## Международное сотрудничество
С момента основания Дунхая в 1955 году университет создал глобальную сеть из более чем 289 дочерних школ в 31 стране мира, включая США, Австралию, Японию, Корею, Индию, Германию, Англию, Францию, Италию, Испанию и т.д. Обладая глубокими международными связями, Университет Дунхай запустил глобальные программы, такие как мини-семестр, глобальная элитная программа, глобальный магистр делового администрирования (GMBA) и первый на Тайване международный колледж с погружением в английский язык, привлекая студентов и преподавателей из-за рубежа на Тайвань.

### Христианская принадлежность

#### Совет христианских колледжей и университетов (CCCU)

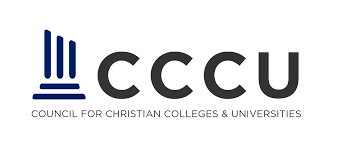
Логотип Совета христианских колледжей и университетов

Дунхай является членом Совета христианских колледжей и университетов, объединяющего более 180 христианских высших учебных заведений по всему миру. Миссия CCCU состоит в том, чтобы продвигать высшее образование с упором на христианскую веру, а также помогать школам-членам в академических исследованиях и предоставлять стипендии. Как член CCCU, Университет Дунхай работает над содействием академическим и культурным обменам со своими дочерними школами по всему миру.

#### Международный совет высшего образования (ICHE)
Международный совет по высшему образованию (ICHE) был основан в Швейцарии в 1977 году группой учёных-христиан с целью совместной работы для решения проблем и глобального высшего образования. В то же время ICHE также надеется на развитие международных связей и сотрудничества между школами-членами.
В 2019 году в Дунхайском университете прошла Азиатская ежегодная конференция Международного совета по высшему образованию. Темой конференции была «Справедливость через высшее образование», в которой приняли участие учёные из США, Тайваня, Филиппин, Кореи, Непала, Северной Кореи, Киргизия и других стран.

#### Ассоциация христианских университетов и колледжей Азии (ACUCA)

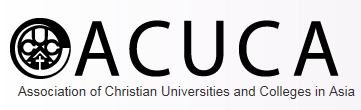
Логотип Ассоциации христианских университетов и колледжей Азии

Ассоциация христианских университетов и колледжей Азии (ACUCA) объединяет христианские высшие учебные заведения Азии. Она посвящена служению христианской вере в высшем образовании, и стала важной платформой для взаимной поддержки и обмена между христианскими учебными заведениями в Азиатско-Тихоокеанском регионе. Школы-члены проводят программы обмена с другими школами-членами и могут подать заявку на получение стипендии ACUCA.

#### Объединённый Совет

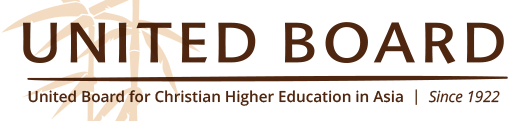
Логотип Объединённого Совета

Основанный в 1922 году Объединённый совет христианского высшего образования в Азии (ныне Объединённый совет) учредил 13 христианских университетов в материковом Китае, в том числе христианский университет Фуцзянь, колледж Джинлин, университет Ханчжоу, университет Хуачунг, колледж Хва Нан, университет Линнань, Нанкинский университет, Университет Св. Иоанна, Университет Шанхая, Шаньдунский христианский университет, Сучжоуский университет, Западно-китайский союзный университет и Яньцзинский университет, вносящие большой вклад в высшее образование Китая. Дунхай был основан позже, в 1953 году, после того как 13 христианских университетов были вынуждены закрыться в материковом Китае.

### Международная принадлежность

#### Программа Фулбрайта, Тайвань — мини-семестр THU

Логотип Программы Фулбрайта на Тайване

Программа Фулбрайта способствует взаимопониманию и взаимному доверию между людьми, поощряя талантливых и увлечённых своим делом студентов, учёных, художников и экспертов из разных областей. Программа Фулбрайта работает уже 70 лет, привнося в мир более позитивный взгляд на мир благодаря межкультурному обучению. В 2020 году программа Tunghai Mini-Semester была запущена в сотрудничестве с Консорциумом по обучению за рубежом на Тайване (CSAT), которым управляет Fulbright Taiwan.

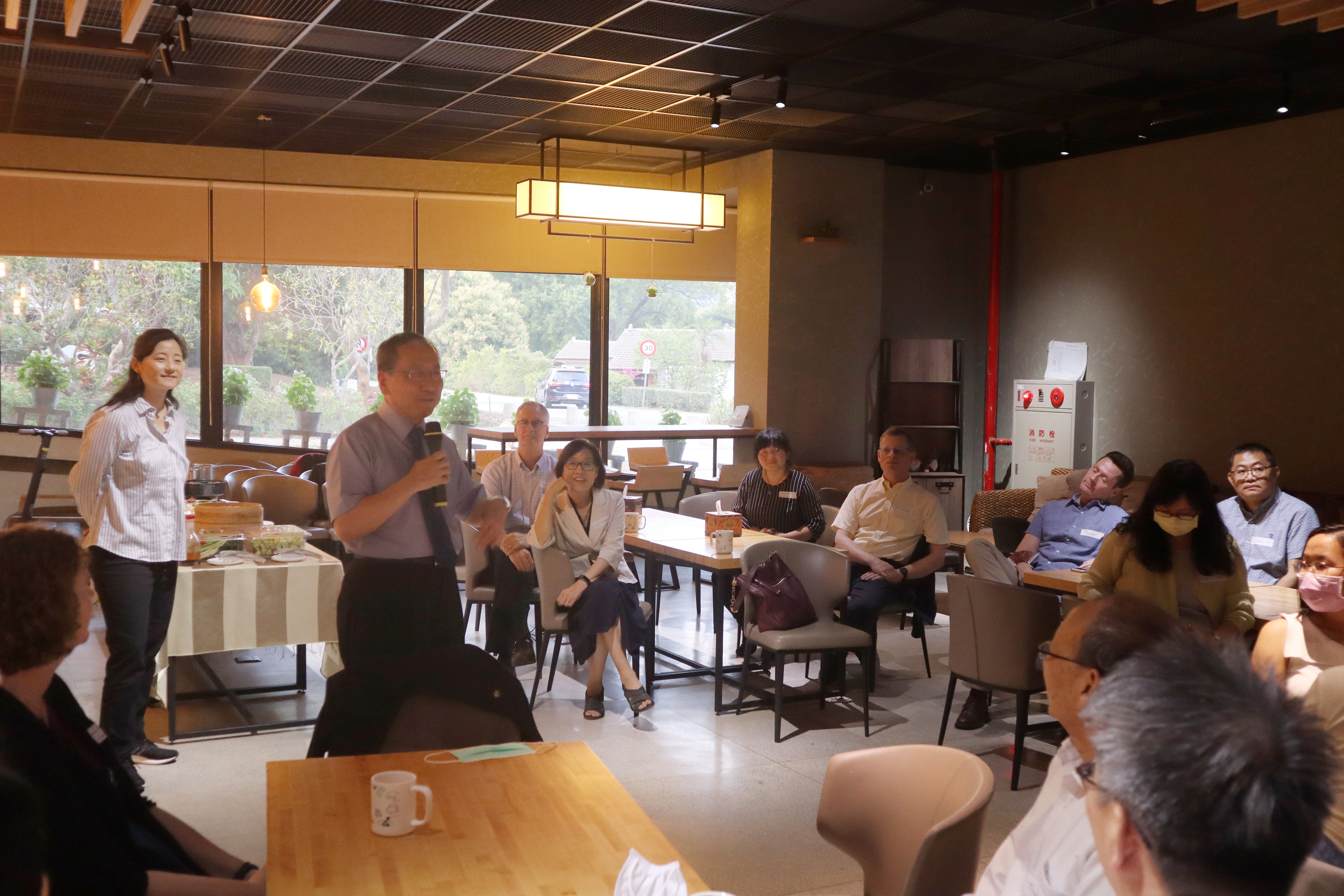
Президент Университета Дунхай Мао-Цзюнь Ван приветствует учёных и студентов, приехавших по программе Фулбрайта.

#### Альянс азиатских гуманитарных университетов (AALAU)
Альянс азиатских гуманитарных университетов (AALAU) состоит из 15 гуманитарных учебных заведений в Азии, включая Университет Дунхай на Тайване, Пекинский университет в материковом Китае, Сеульский национальный университет в Корее и Университет Васэда в Японии. Университет Дунхай — учредитель Альянса. Цель AALAU — дать возможность университетам-членам со схожими характеристиками и видением учиться и работать вместе над улучшением качества образования. AALAU также помогает продвигать гуманитарное образование в Азии.

#### Принстон в Азии (PIA)
Принстон в Азии (при Принстонском университете) — это организация, целью которой является объединение образовательных связей Востока и Запада. PIA представляет выдающихся преподавателей Дунхайскому университету для образовательного обмена. С 1955 года Университет Дунхай является партнёром Принстона в Азии для создания международной сети в Азии.

### Международный колледж

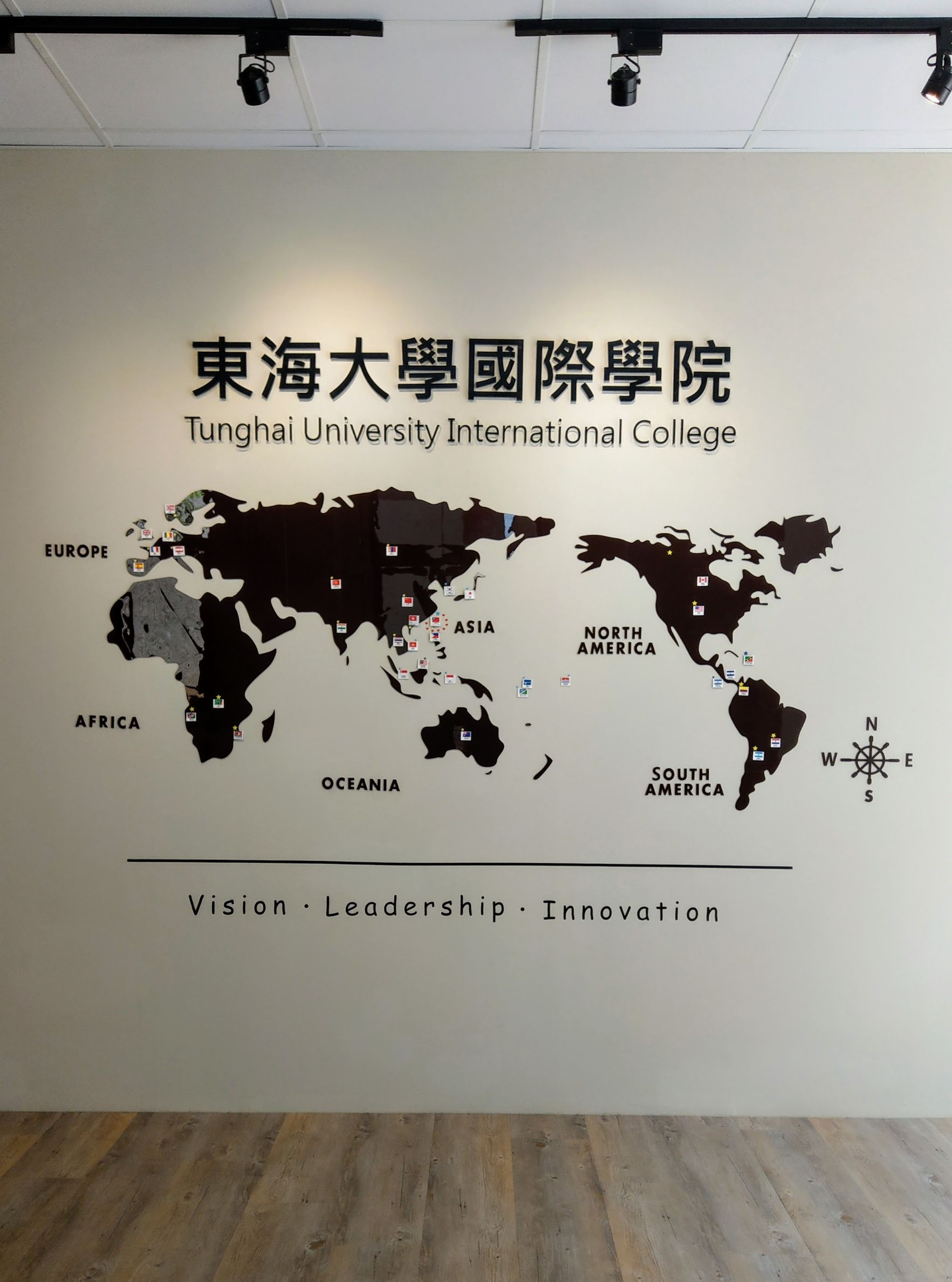
Международный колледж Дунхай

В 2014 году университет учредил первый на Тайване Международный колледж с преподаванием на английском языке, предлагающий три программы бакалавриата: международное деловое администрирование (IBA), науку об устойчивом развитии и инженерию (SSE) и междисциплинарную программу.
У колледжа есть школы-партнёры, включая Университет Темпл, Университет Тринити, Университет Эндрюса, Университет Южной Флориды, Университет Род-Айленда, Школу бизнеса ESC Ренна, Университет Ноттингем-Трент, Университет Западной Англии, Университет Нового Южного Уэльса, Университет Южного Креста в Австралии и др. В 2019 году выпускники IC были приняты на магистерские программы, в том числе в Пенсильванский университет, Бостонский университет, Манчестерский университет, Мельбурнский университет, Университет Нового Южного Уэльса, Национальный университет Сингапура и другие.

#### Междисциплинарная программа получения степени
В 2020 году Международный колледж начал принимать иностранных студентов, которые хотели бы изучать китайский язык без заявления специальности в первые два года. На младших и старших курсах студенты могут объявить специализацию по программам Международного колледжа или других колледжей Дунхайского университета.

#### Программа Фулбрайта, Тайвань — мини-семестр THU
Мини-семестр Университета Дунхай представляет собой краткосрочную программу посещения преподавателей и студентов из школ-партнёров США, чтобы предложить и пройти курсы в Международном колледже. Помимо учёных, программа также приглашает иностранных преподавателей и студентов в поездки по популярным туристическим достопримечательностям Центрального Тайваня.

### Колледж искусств

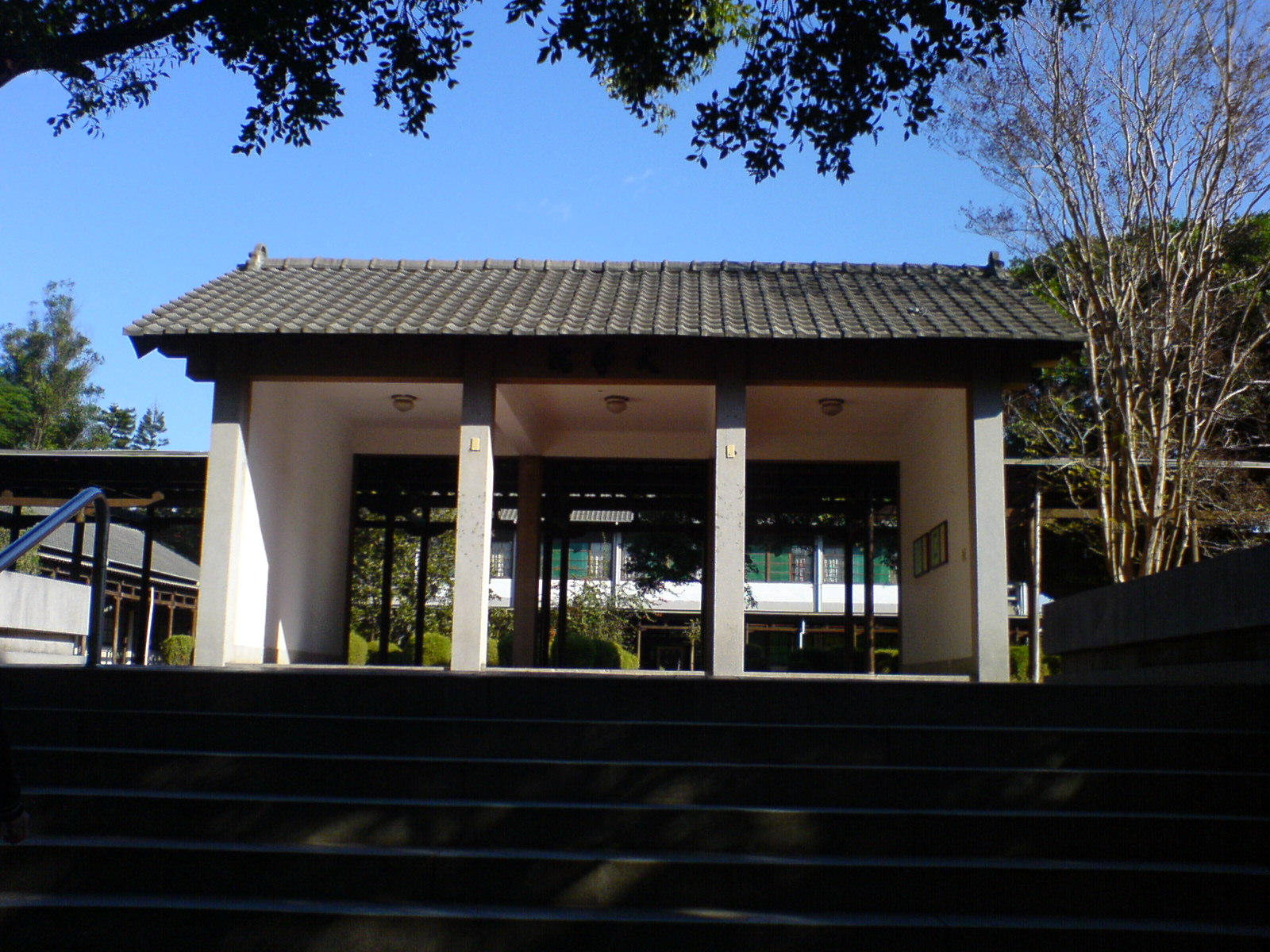
Колледж искусств университета Дунхай

#### Международная программа для выпускников по обучению китайскому языку как второму
Международная программа для выпускников по обучению китайскому как второму языку в первую очередь предназначена для студентов, не являющихся носителями китайского языка, для получения степени магистра в области преподавания китайского языка.

### Колледж естественных наук

#### Программа магистратуры по биомедицине и материаловедению
Основанная в 2020 году программа с преподаванием на английском языке начала набор иностранных студентов для получения докторской степени в области биомедицинских наук и материаловедения.

## История
Университет Дунхай был основан в 1955 году методистскими миссионерами на плато Даду, к западу от города Тайчжун. На тот момент вице-президент США Ричард Никсон выступил на церемонии закладки фундамента в 1953 году. Школа была названа «Дунхай» («восточное море») из-за её положения к востоку от Тайваньского пролива. В 1950 году Объединённый совет христианского высшего образования в Азии (UBCHEA) учредил университет на Тайване, чтобы передать эстафету от тринадцати церковных университетов материкового Китая.

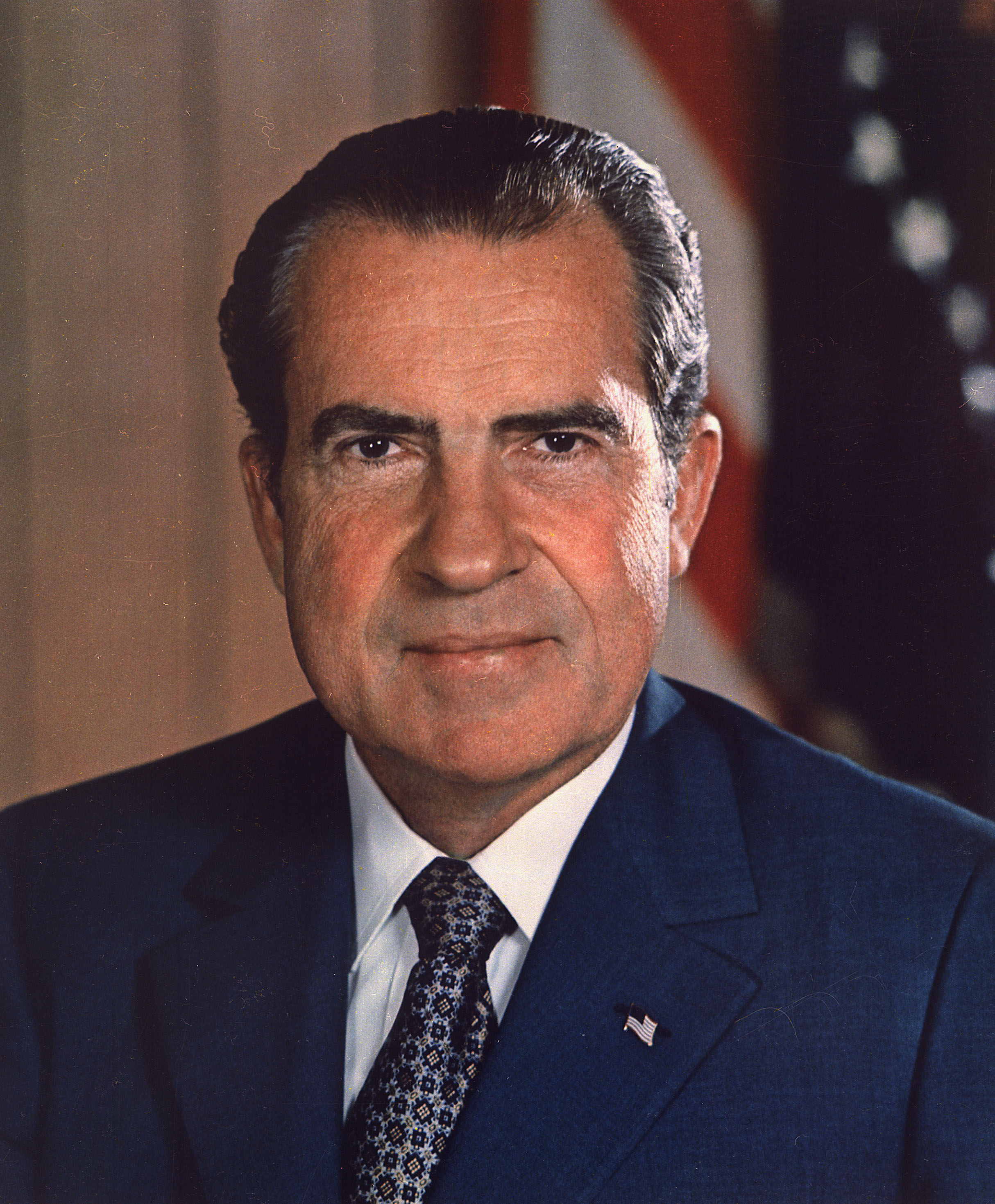
Ричард Никсон

### Хронология
- 1952 февраль. Уильям П. Фенн, генеральный секретарь UBCHEA, посетил Тайвань, чтобы обсудить с образовательными и религиозными лидерами условия создания университета. Фенн рекомендовал, чтобы университет не был копией какого-либо церковного университета в материковом Китае. Он предложил преподавателям и студентам быть христианами, работать полный рабочий день и жить в кампусе[31].

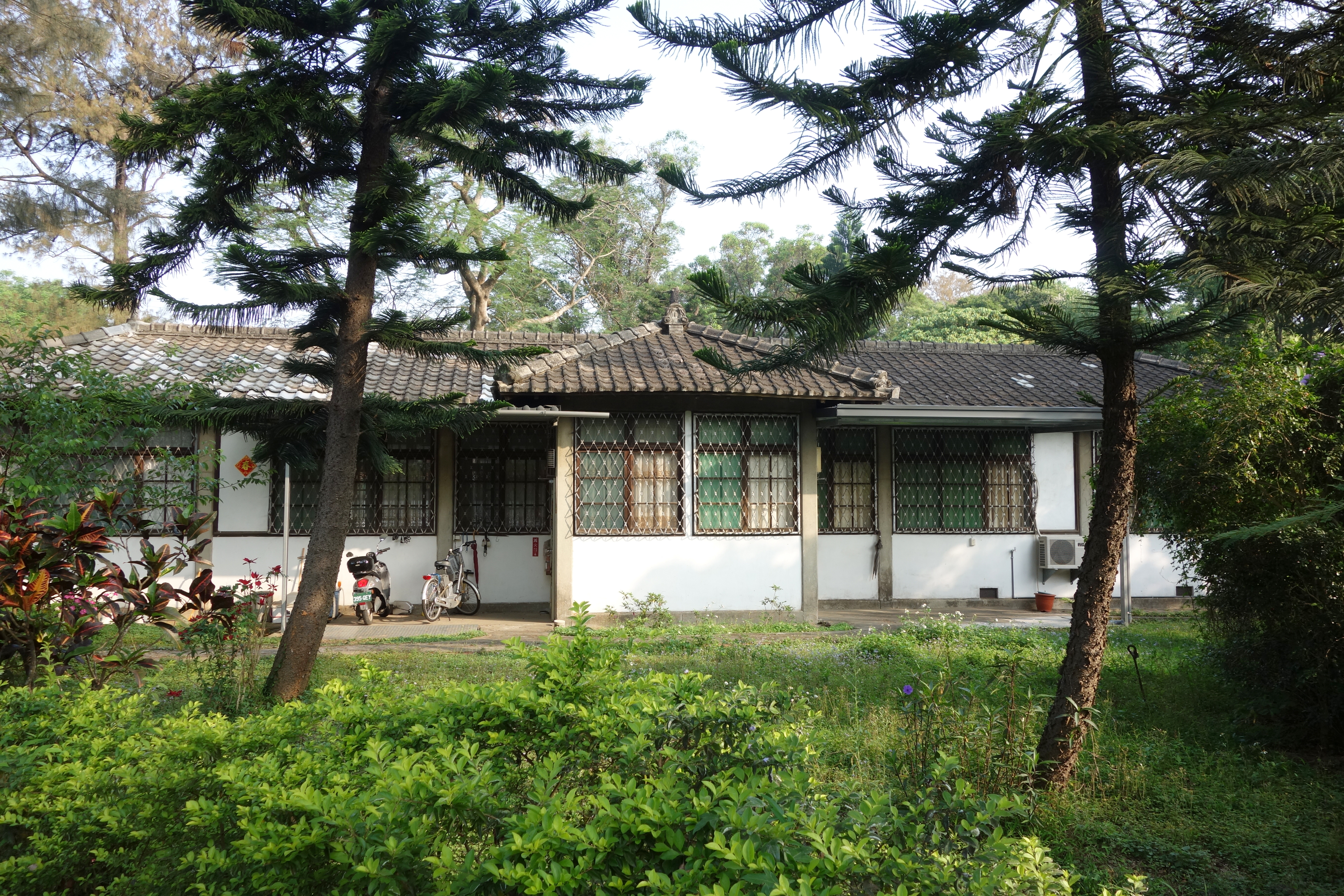
Корпус факультета — Университет Дунхай

- 1953. Университет Дунхай был основан на горе Даду, район Ситунь[англ.], город Тайчжун. 11 ноября вице-президент США Ричард Никсон председательствовал на церемонии закладки фундамента Дунхайского университета. Он выступил с речью, подчёркивающей сотрудничество в области образования и расширение военного и экономического обмена между Тайванем и США. После этого Бэй Юймин, Чен Чи-кван[англ.] и Чанг Чао-кан были приглашены для проектирования и строительства кампуса[31]. Бэй Юймин.

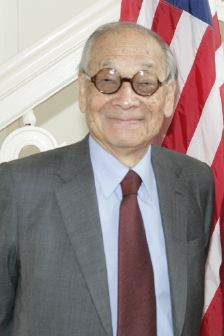
Бэй Юймин

- 1955. Был принят первый набор новых студентов, первым президентом которого стал Босон Ценг. Вначале было всего два колледжа, Колледж искусств и Колледж наук, в которых обучалось 200 студентов. При Колледже искусств были факультеты истории, факультеты китайской литературы и факультеты иностранного языка и литературы. Церемония основания состоялась 2 ноября, эта дата считается днём рождения вуза[31].

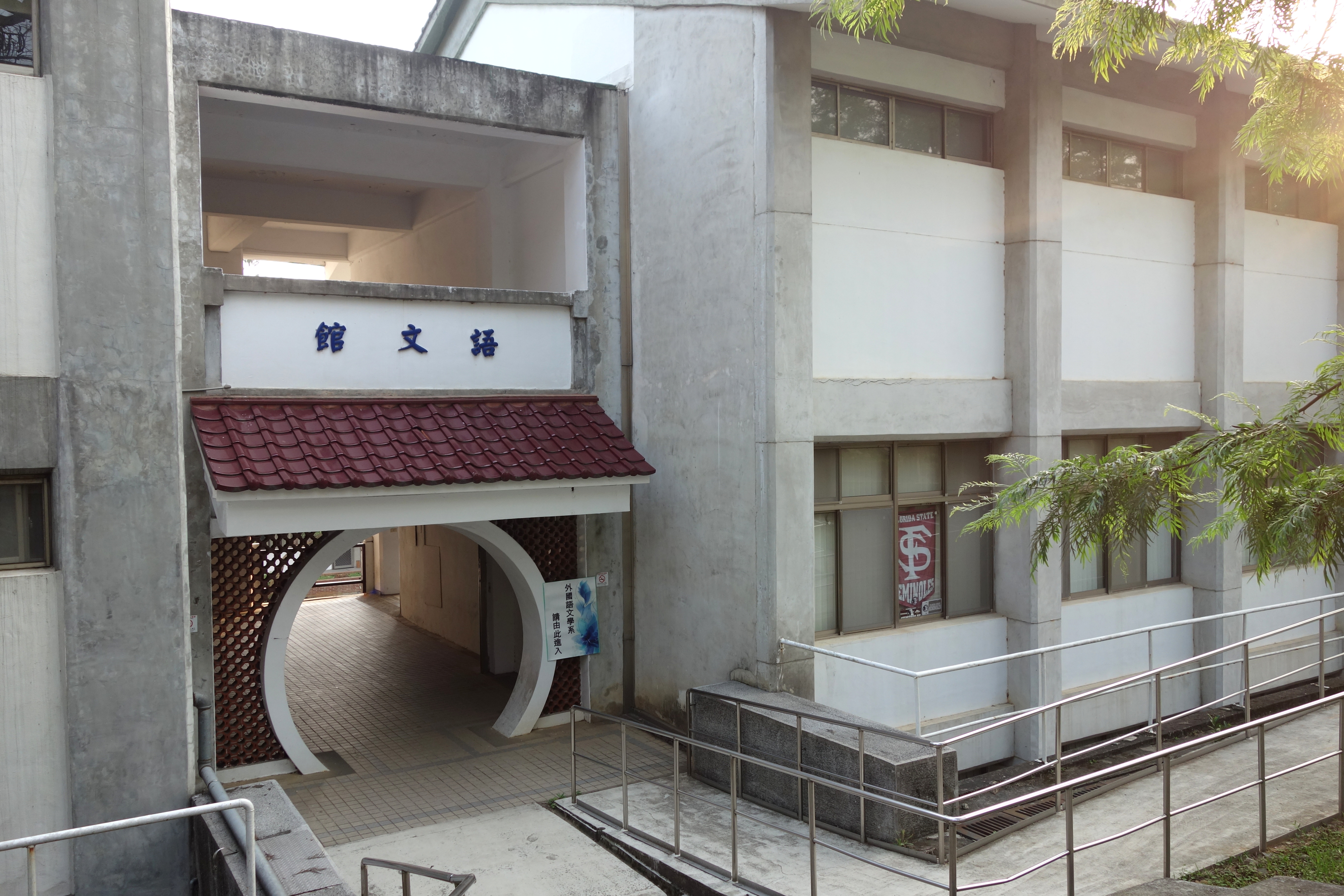
Языковой корпус Дунхайского университета

- 1958. Был создан Инженерный колледж.Инженерный колледж Дунхайского университета

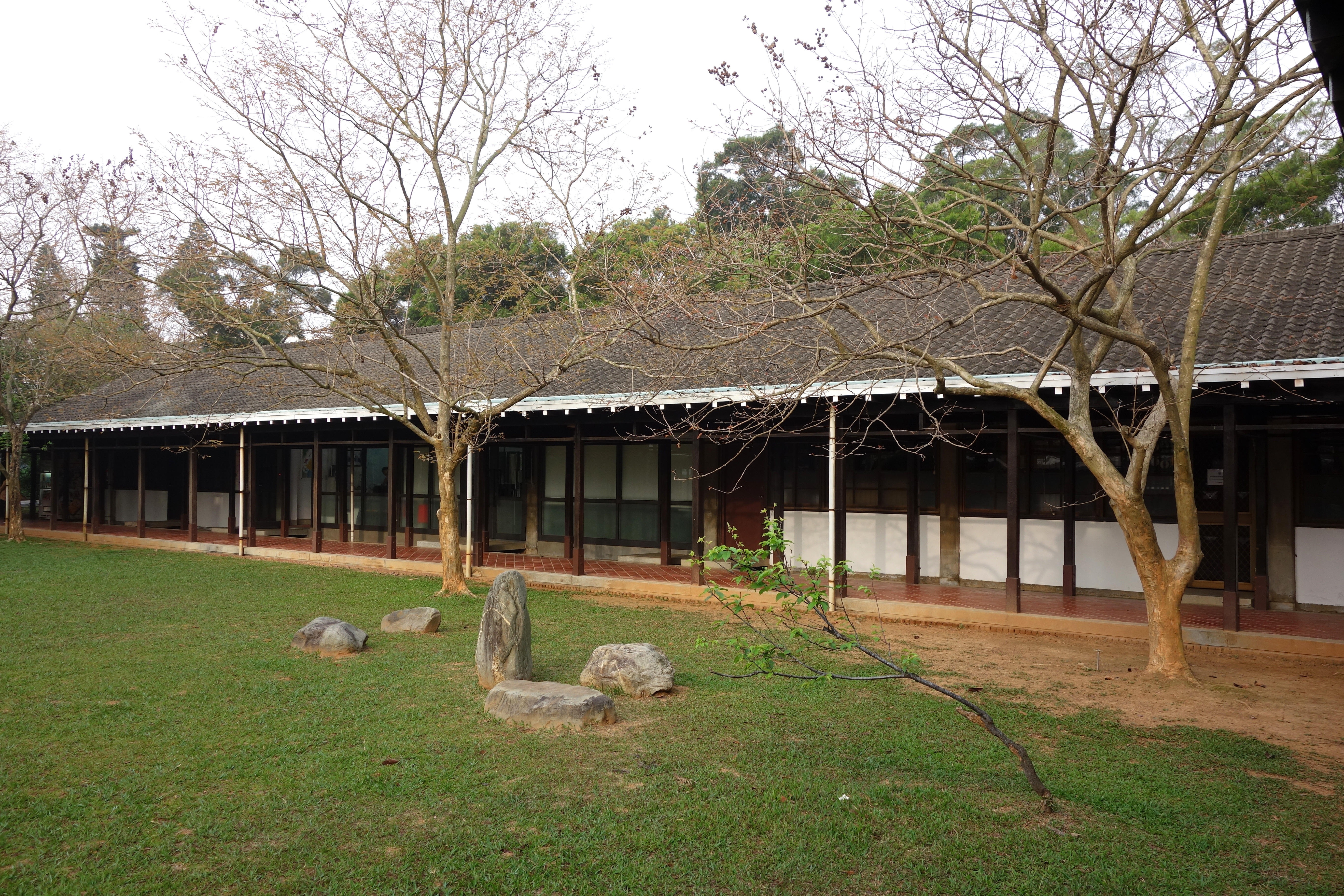
Инженерный колледж Дунхайского университета

- 1963. Часовня Люса была завершена.Мемориальная часовня Люса

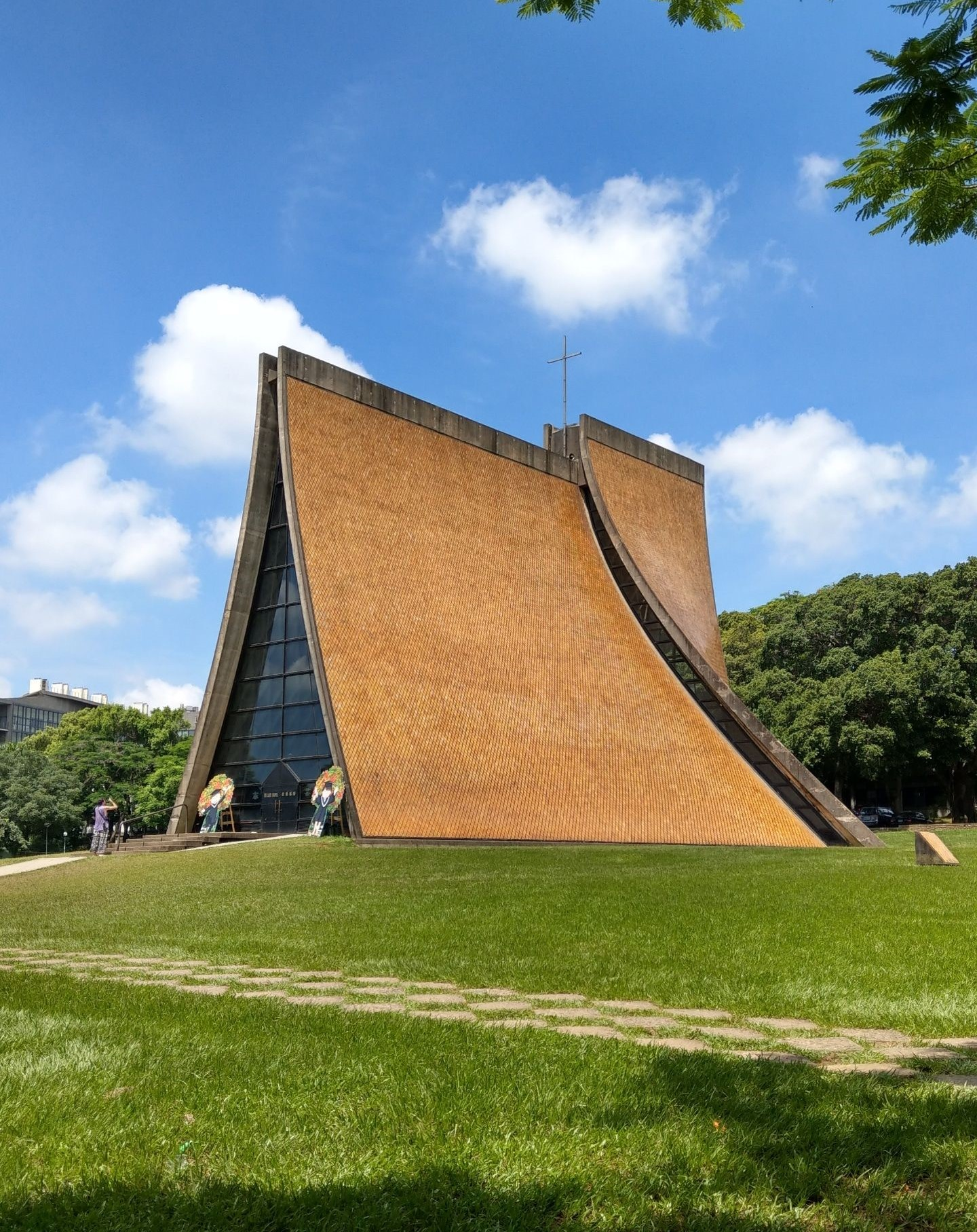
Мемориальная часовня Люса

- 1972. Набор был расширен, открыта вечерняя школа.
- 1973. Основана Дунхайская экспериментальная ферма.
- 1976. Был создан Колледж бизнеса (ныне Колледж менеджмента).
- 1980. Были созданы Сельскохозяйственный колледж и Юридический колледж (ныне Колледж социальных наук).

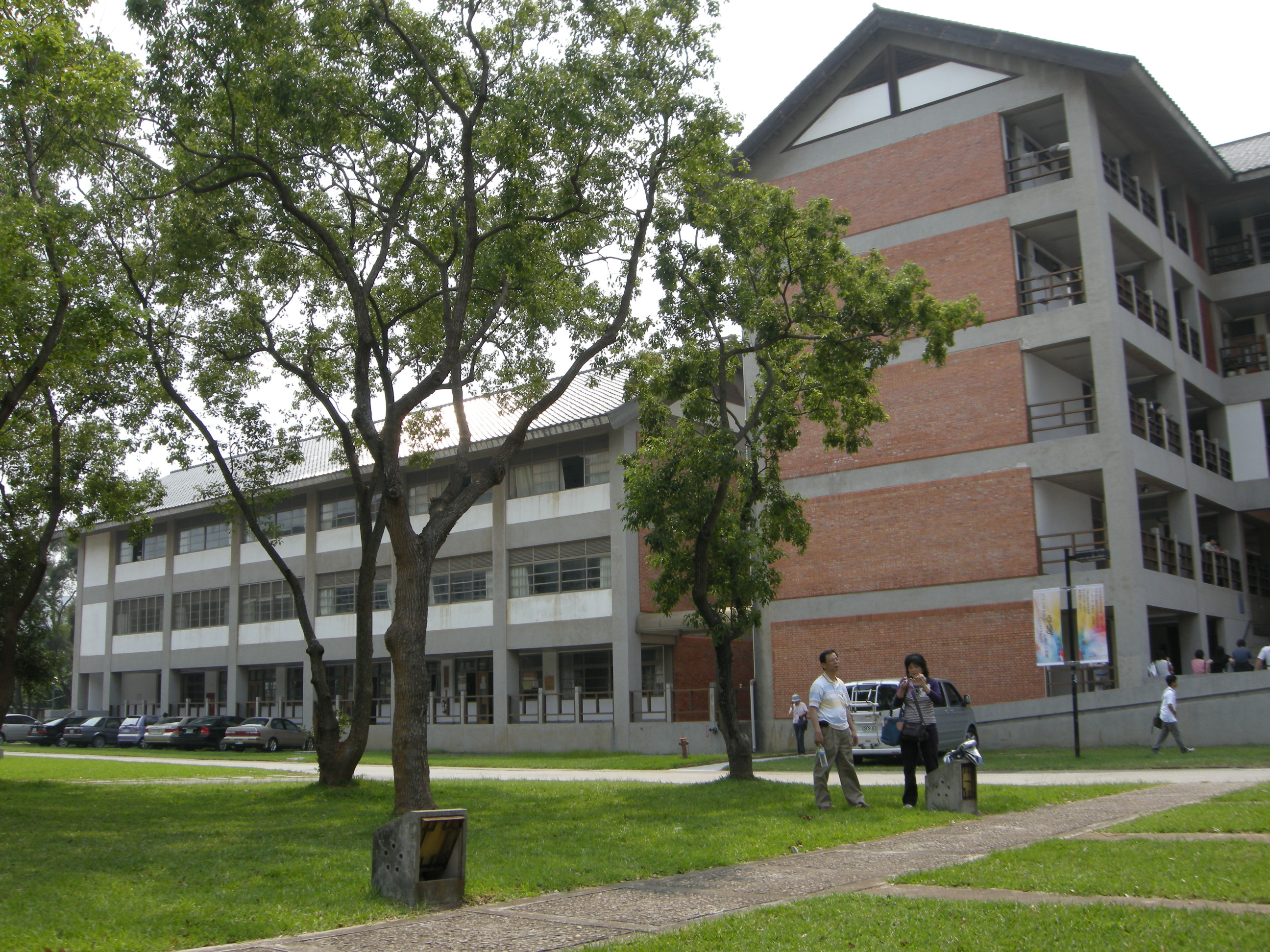
Колледж социальных наук

- 2005. Началось строительство второго кампуса.
- 2007. Был создан Колледж изящных искусств и креативного дизайна. Все отделения Колледжа управления были переведены во второй кампус.
- 2008. Колледж Поя, первое на Тайване учебное заведение по гуманитарному образованию, официально начал принимать студентов.
- 2010. Студенческие общежития во втором кампусе были завершены. Молочный магазин, супермаркет и женский клуб были отремонтированы.
- 2013. Биржа будущих событий (The Exchange of Future Events) оценила Университет Дунхай как лучший частный университет Тайваня, пятый лучший частный университет с точки зрения социального вклада и четвёртый лучший частный университет с точки зрения интернационализации.
- 2014. В Международном колледже была создана программа международного делового администрирования.
- 2017. Запущена магистерская программа исполнительского и творческого искусства MPCA. Департамент культурного наследия города Тайчжун сделал часовню Люса и колокольню Прист городскими памятниками.
- 2018 Университет присоединился к AWS Amazon.com, чтобы создать первую школу облачных инноваций на Тайване[32].
- 2019. Был создан Центр искусственного интеллекта. Министерство культуры объявило о придании часовне Люса статуса национального памятника[33].

## Гуманитарное образование
С момента своего основания в 1955 году Дунхайский университет продолжал развивать гуманитарное образование и основал первый в стране гуманитарный колледж. Благодаря этой программе гуманитарных наук Дунхай подготовил 11 академиков Национальной академии, что является высшей наградой для академических учёных на Тайване.

### Школа POYA
Первое на Тайване учебное заведение по гуманитарным наукам, школа POYA, является визитной карточкой и уникальной особенностью университета.

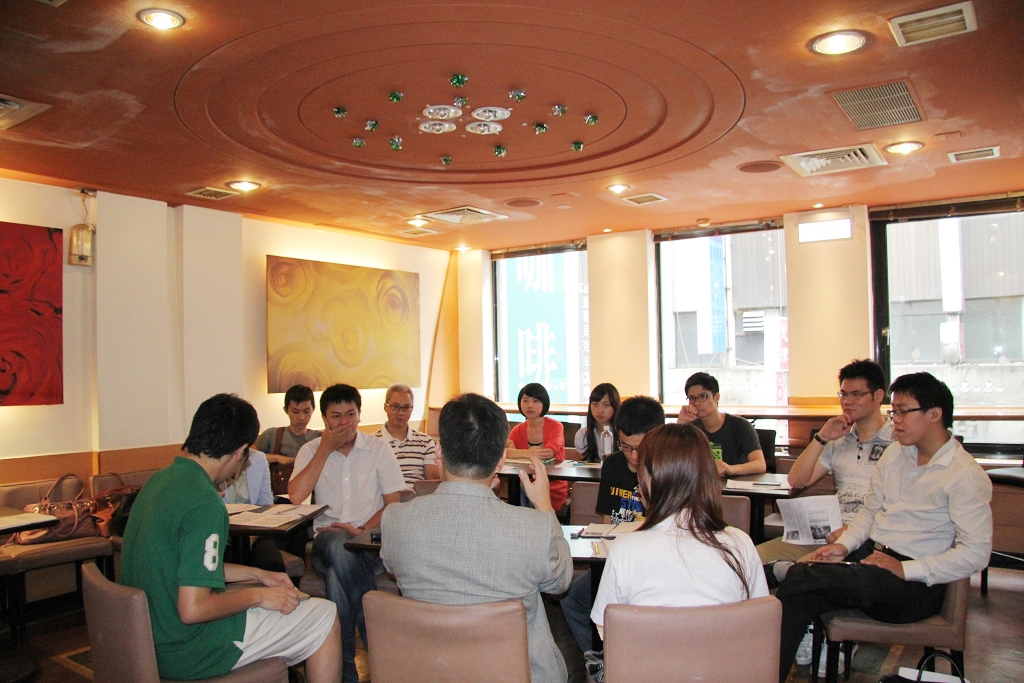
Лекция в колледже POYA

## Первый центр китайского языка в Центральном Тайване

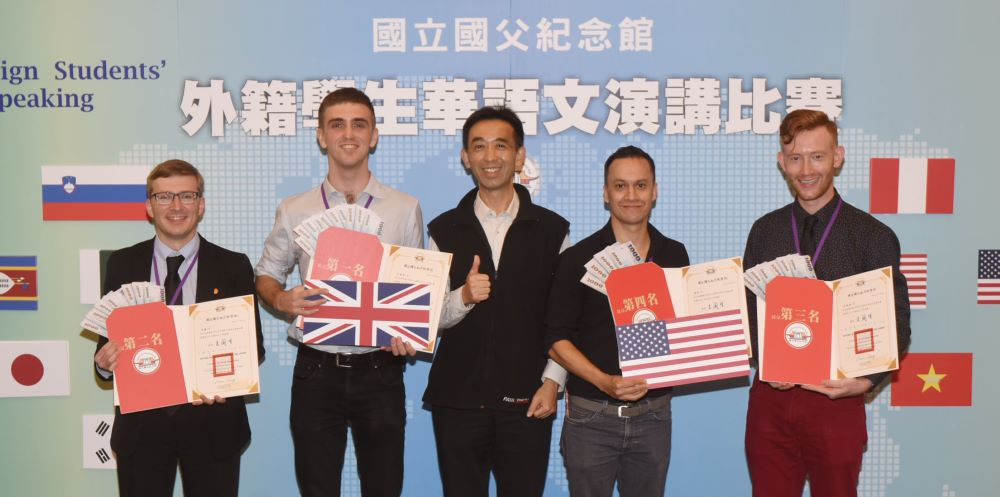
Студенты Центра китайского языка Дунхай заняли второе и третье места в конкурсе китайской речи

В 1970 году Университет Дунхай основал первый в Центральном Тайване Центр китайского языка. Его образование было признано на национальном уровне: факультеты получили награды в области образования, а студенты выиграли национальные конкурсы ораторского мастерства.

### Летняя программа для зарубежных вузов
Центр китайского языка предлагает летнюю программу продолжительностью от трёх до восьми недель для изучения языка и культуры. Программа сотрудничает с зарубежными университетами, включая Массачусетский университет в Амхерсте, Университет Пьюджет-Саунда, японский университет Святого Андрея, Окинавский университет, Окинавский международный университет, Университет Васэда, Университет Хокусей Гакуэн и Университет Конан.

### Культурная туристическая группа
Центр китайского языка предоставляет краткосрочную (для тех, кто приезжает на три недели) группу культурных поездок для иностранных студентов.

## Инновации

### Центр искусственного интеллекта

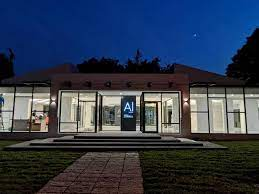
Дунхайский центр искусственного интеллекта

Чтобы взрастить будущие таланты в области ИИ, Университет Дунхай улучшил компьютерное оборудование и создал курсы по мышлению ИИ и языку программирования обязательными для всего университета.

### Школа облачных инноваций AWS
Школа облачных инноваций с AWS в Университете Дунхай — это первое на Тайване междисциплинарное сотрудничество между Инженерным колледжем, Колледжем менеджмента и факультетами информационных технологий, инженерии, электротехники, делового администрирования и управления капиталом. Учебная программа охватывает два основных направления: облачные технологии и цифровая экономика.

## Рейтинги

Университет Дунхай занимает 3-е место в Тайване в рейтинге University Impact Rankings Times Higher Education

### Экологическая и социальная ответственность
Университет Дунхай занимает третье место среди всех университетов Тайваня и первое место среди частных университетов в рейтинге воздействия университетов (University Impact Rankings) Times Higher Education за 2020 год, в котором университеты оцениваются в соответствии с 17 целями устойчивого развития Организации Объединённых Наций.
На Тайваньской премии в области корпоративной устойчивости 2020 года (TCSA) Университет Дунхай получил высокие оценки в категориях Модельного университета устойчивого развития.
Дунхай также получил награду USR за лучший проект в области устойчивого развития. Университет Дунхай и Тайваньский национальный университет получили награды «Золотой класс».

## Колледжи
В Дунхае девять колледжей (Колледж естественных наук, Колледж искусств, Колледж менеджмента, Колледж социальных наук, Инженерный колледж, Колледж сельского хозяйства, Юридический колледж, Колледж изящных искусств и творческого дизайна и Международный колледж), 34 факультета и 35 магистерских программ (одна независимая магистерская программа и 13 магистерских программ без отрыва от производства) и 14 программ докторантуры.

## Жизнь и традиции кампуса
Университет Дунхай известен своим кампусом и достопримечательностями, и Daily View назвал его самым красивым кампусом на Тайване на основе комментариев в социальных сетях.

### Мемориальная часовня Люса
Часовня Люса — христианская часовня в Университете Дунхай в Тайчжуне, Тайвань. Генри Р. Люс, основатель журналов Time и Life, профинансировал её строительство в память о своём отце Генри Уинтерсе Люсе. Это работа тайваньского архитектора Чен Чи-Квана и китайско-американского архитектора Бэй Юймина. Это достопримечательность Университета Дунхай и города Тайчжун. 25 апреля 2019 года Министерство культуры объявило его национальным памятником.

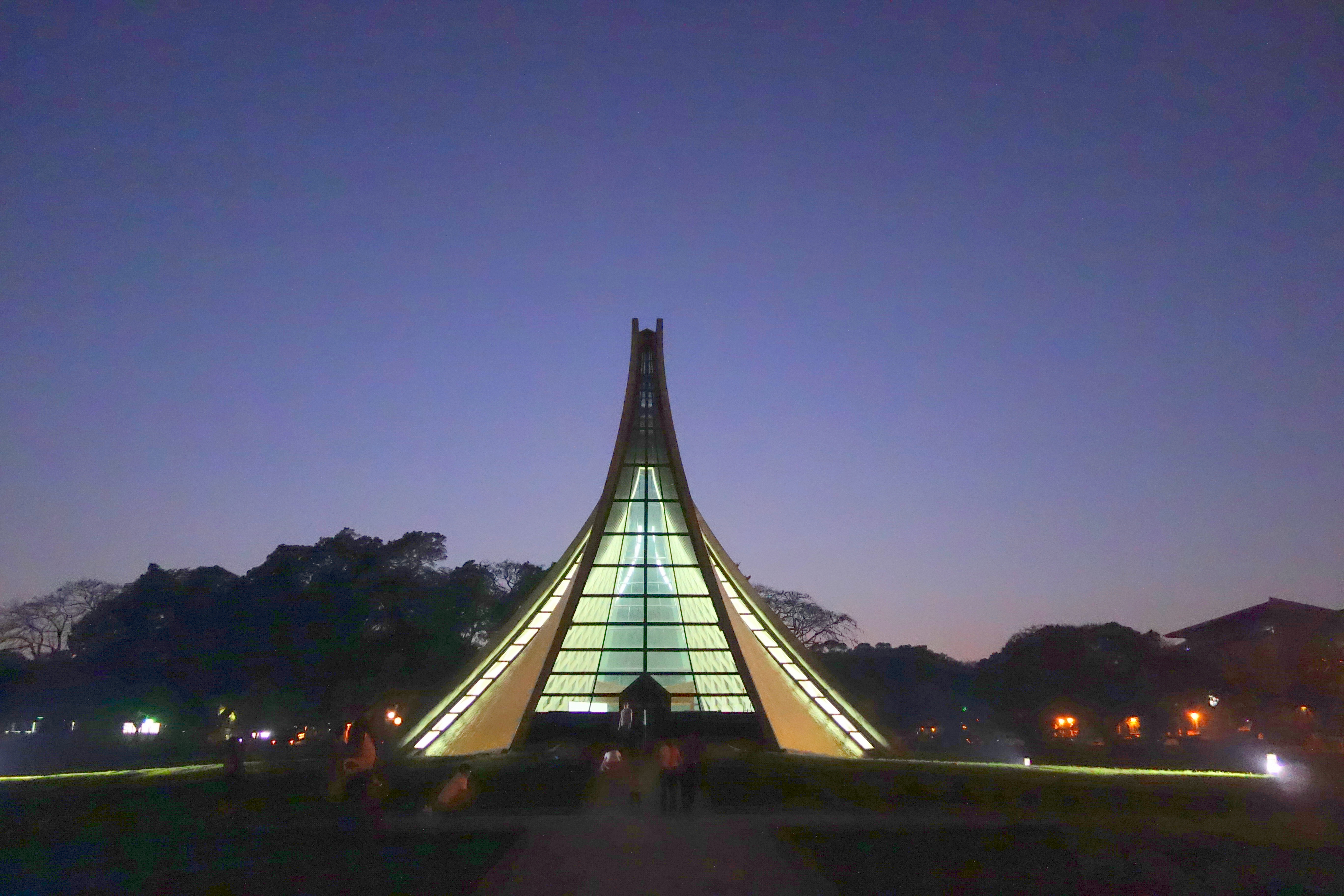
Мемориальная часовня Люса ночью

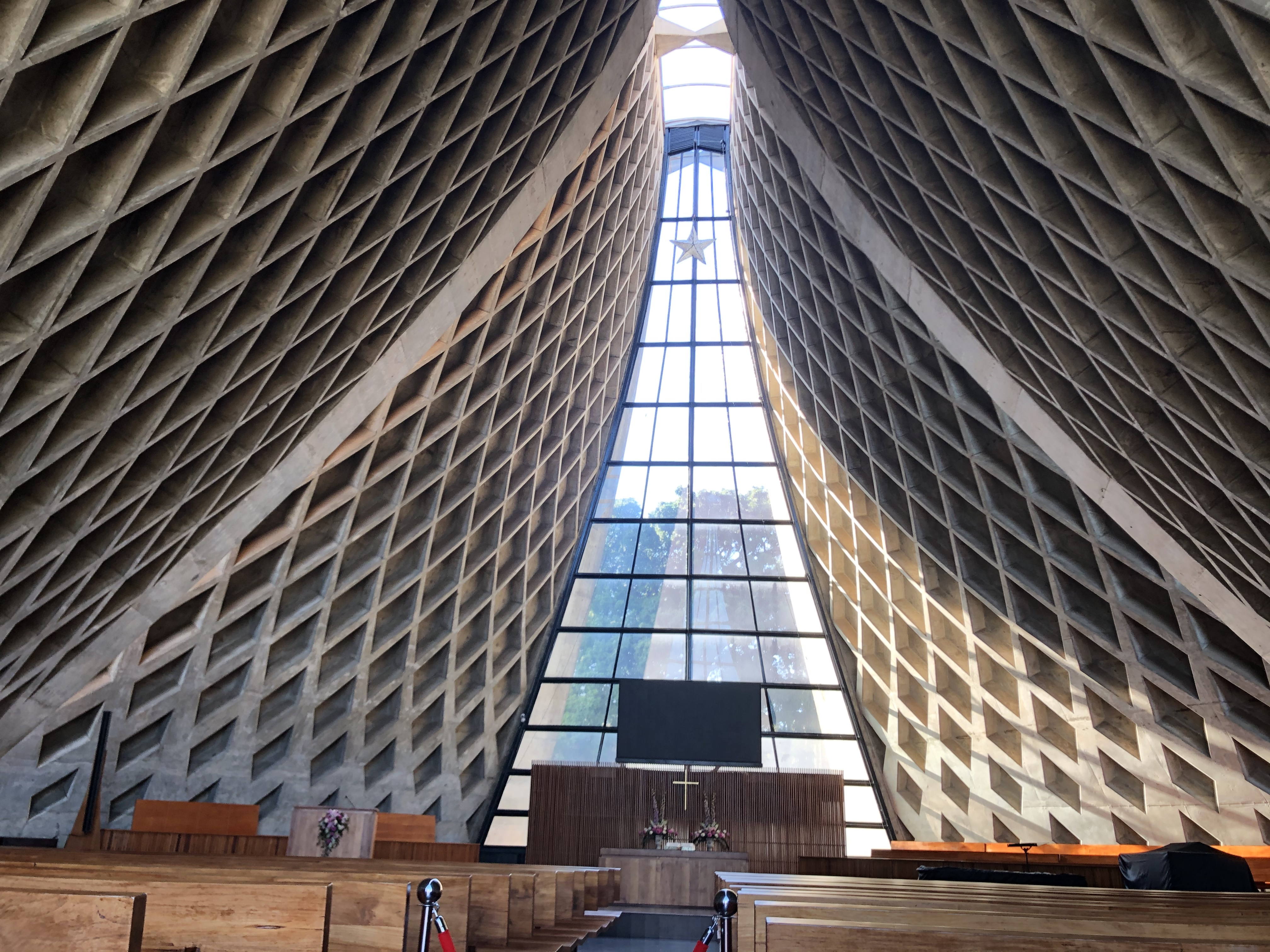
Внутри Мемориальной часовни Люса

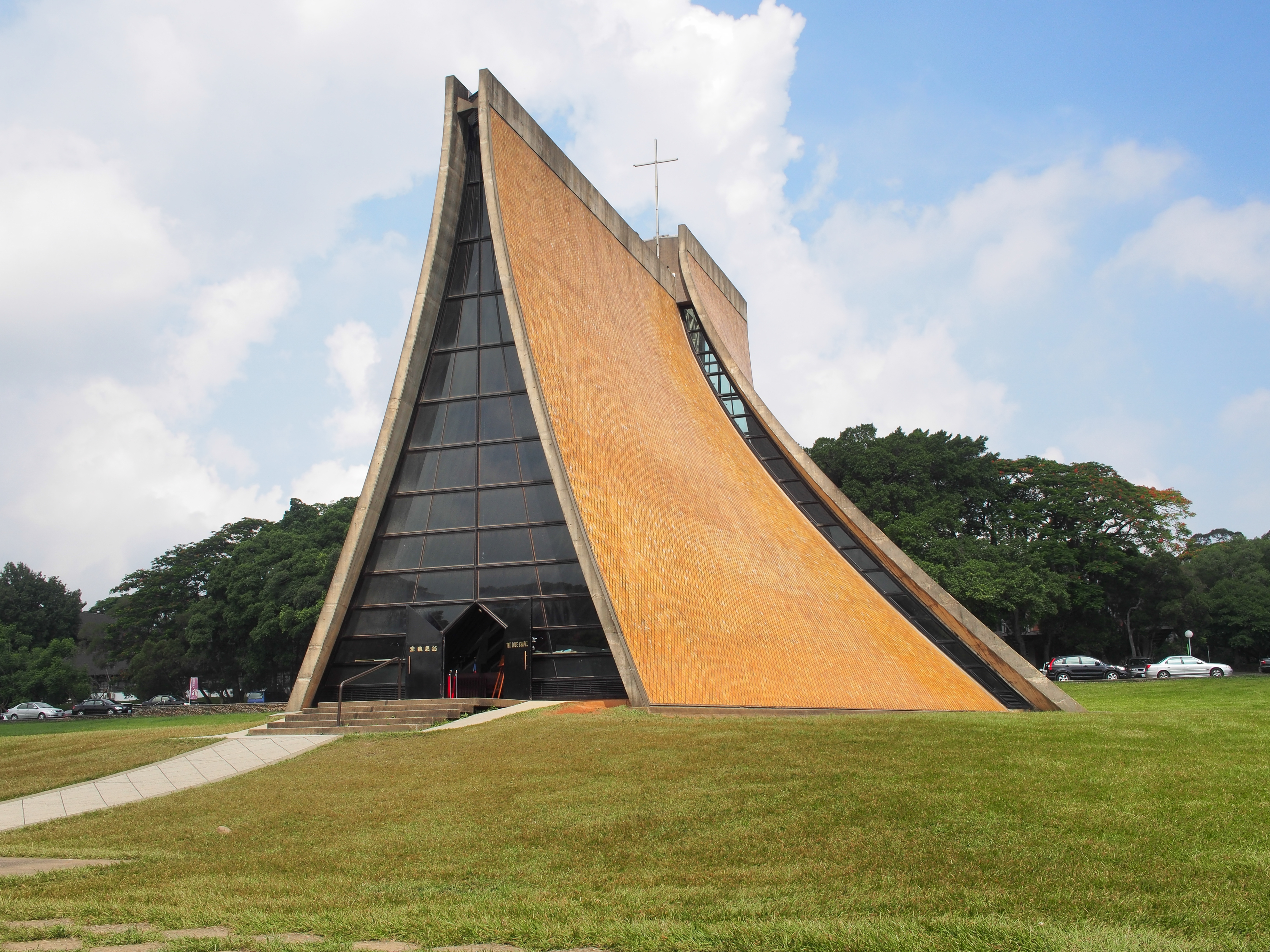
Мемориальная часовня Люса

### Колокольня Прист
Колокольня Прист, построенная в 1966 году, расположена перед входом в Мемориальную часовню Люса в Дунхайском университете. В 2017 году Управление культурных ценностей города Тайчжун зарегистрировало её как муниципальный памятник. Колокольня названа в честь Элси Прист, которая была приглашена на Тайвань Объединённым советом христианского высшего образования в Азии (UBCHEA) в начале 1955 года для оказания помощи Дунхайскому университету в качестве главного бухгалтера и генерального секретаря. Прист внесла большой вклад в университет в первые годы его существования.

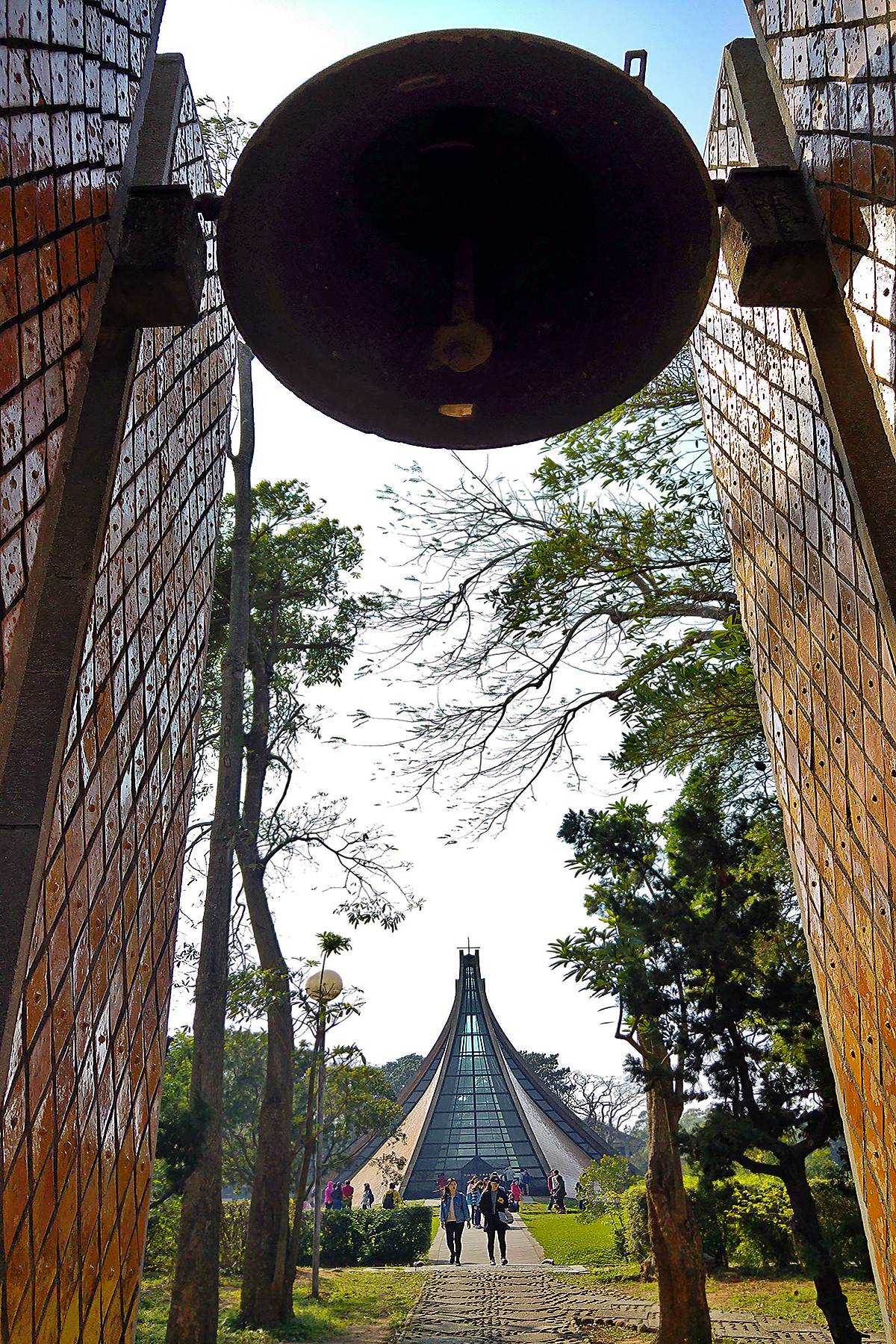
Колокольня Прист и Мемориальная часовня Люса

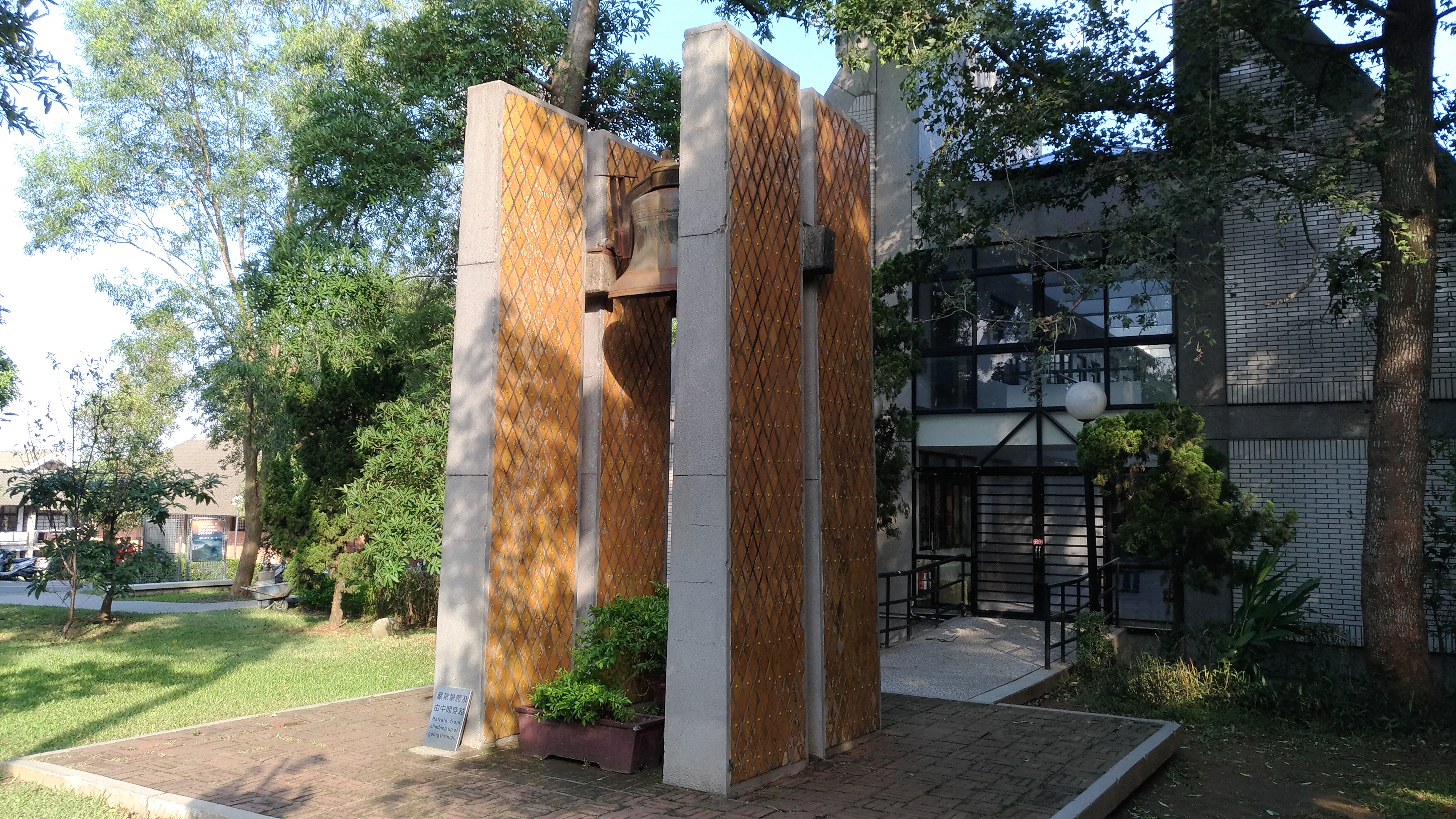
Колокольня Прист

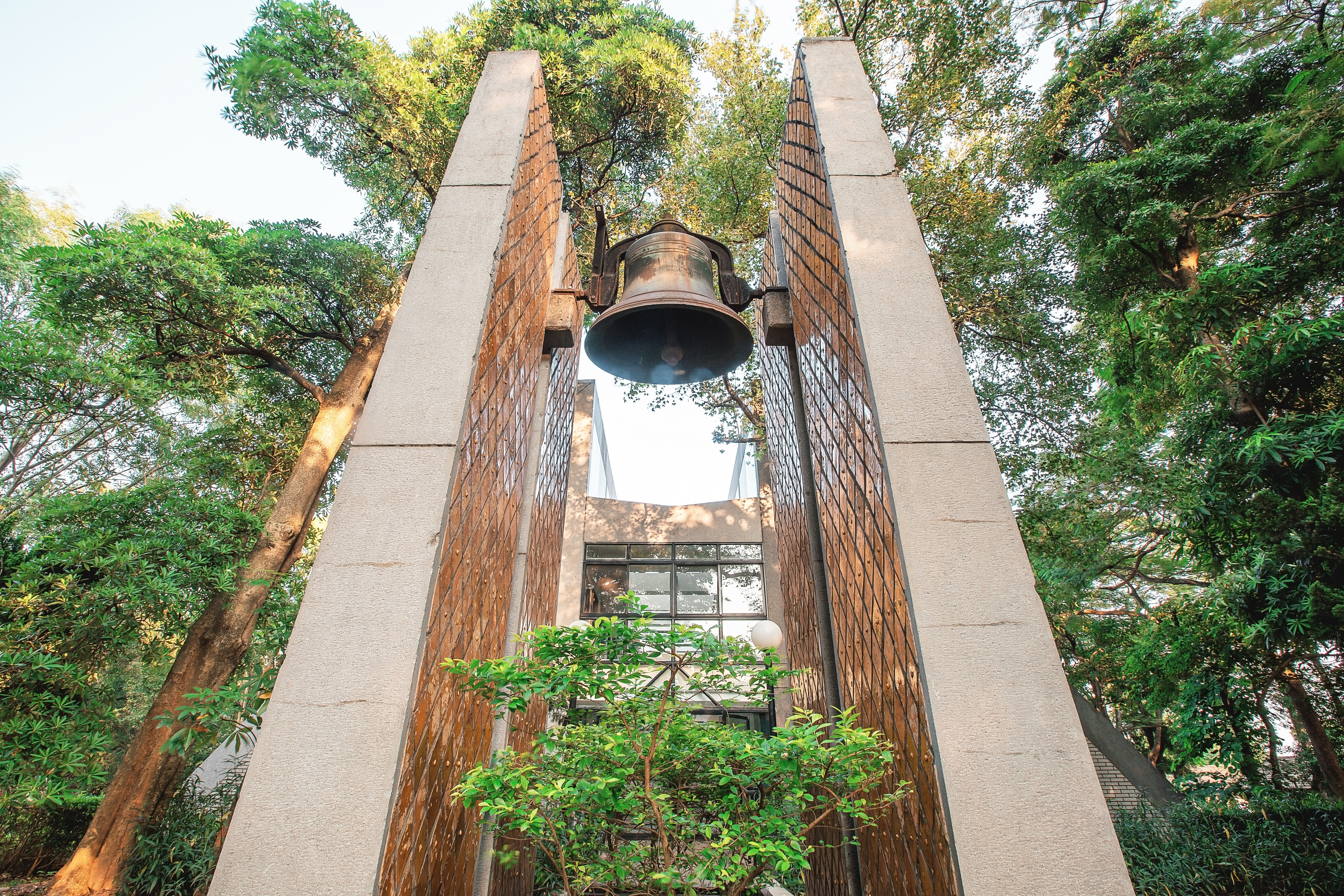
Колокольня Прист

### Экспериментальная ферма Дунхай
Ферма является крупнейшей фермой по обучению и стажировке студентов в стране. На ферме площадью 50 гектаров (120 акров) содержится около 200 дойных коров, ферма производит молочные продукты Tunghai, включая молоко и мороженое.

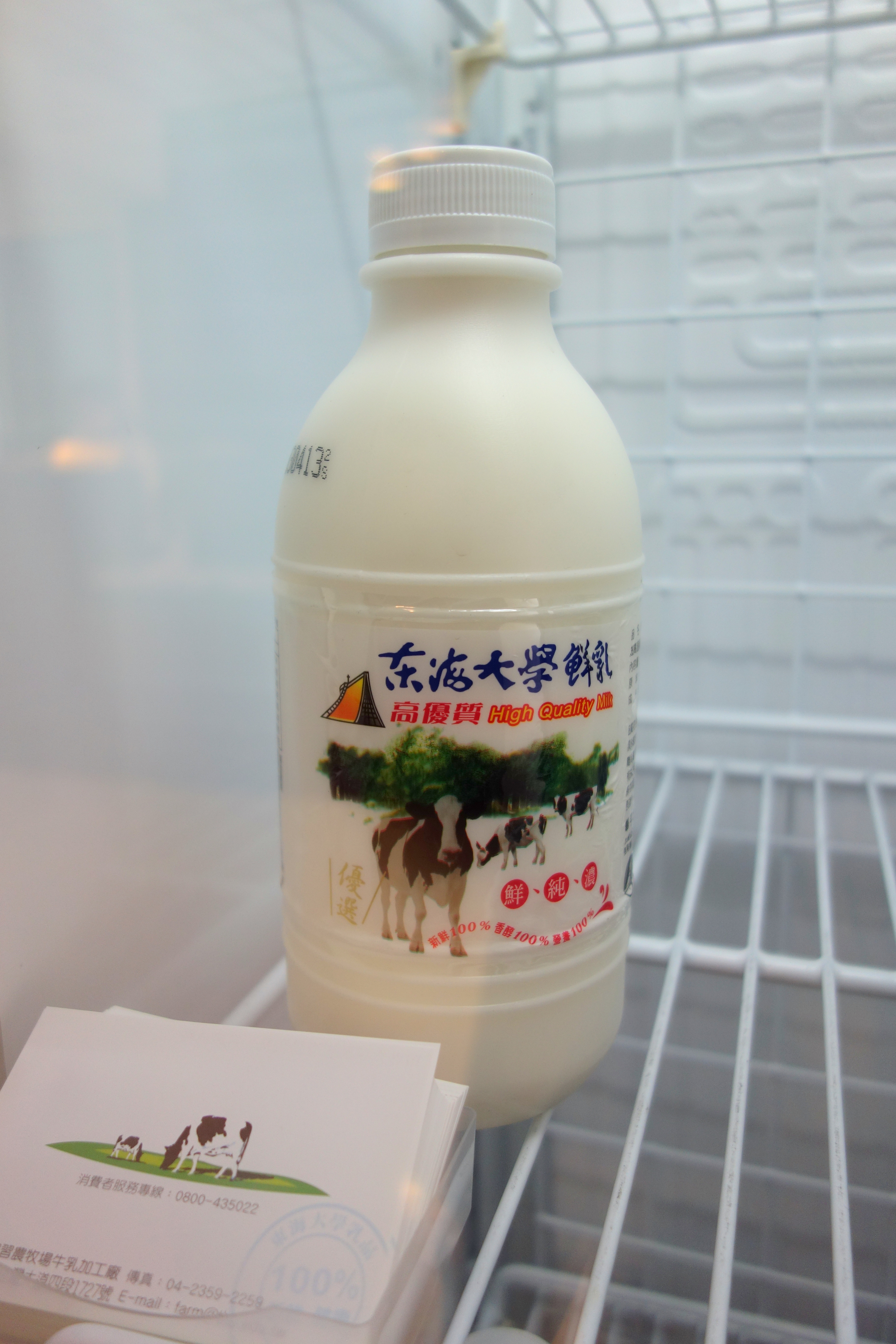
Молоко Tunghai

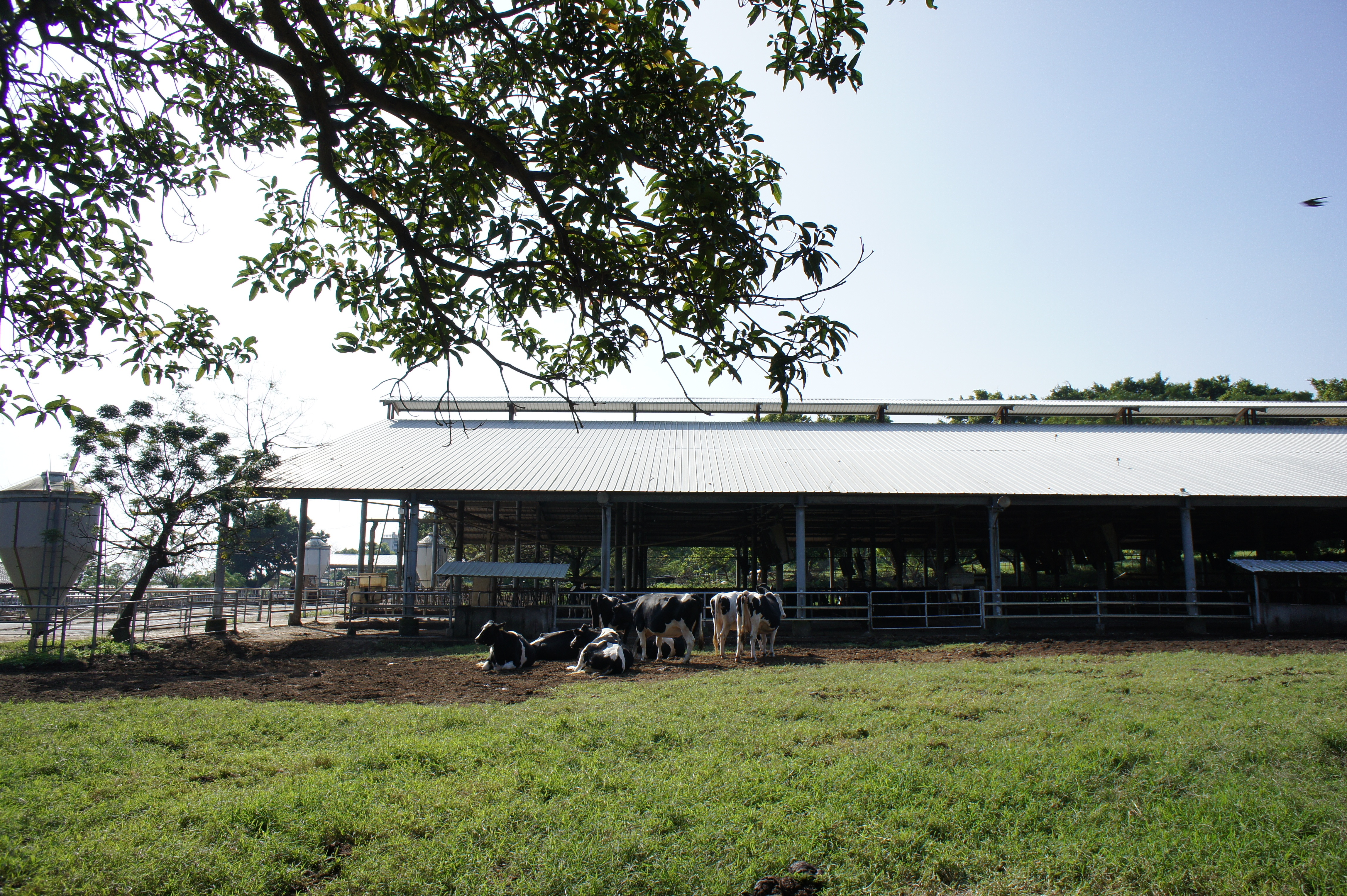
Дунхайская ферма

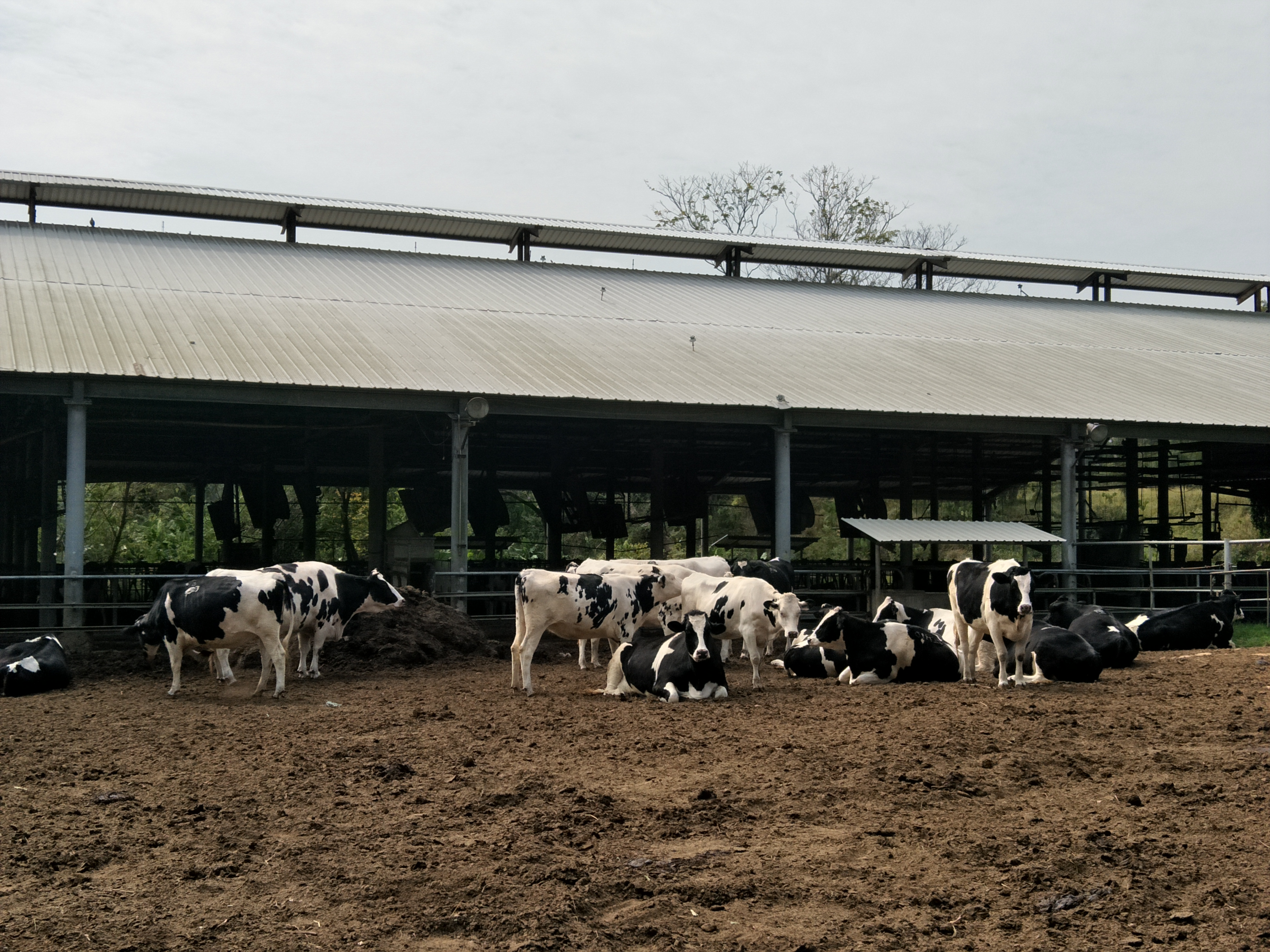
Экспериментальная ферма Дунхайского университета

### Бульвар Вэньли (Бульвар искусств и наук)
Бульвар Вэньли с красными кирпичами и серой плиткой, густой тенью деревьев служит главной линией движения между колледжами.

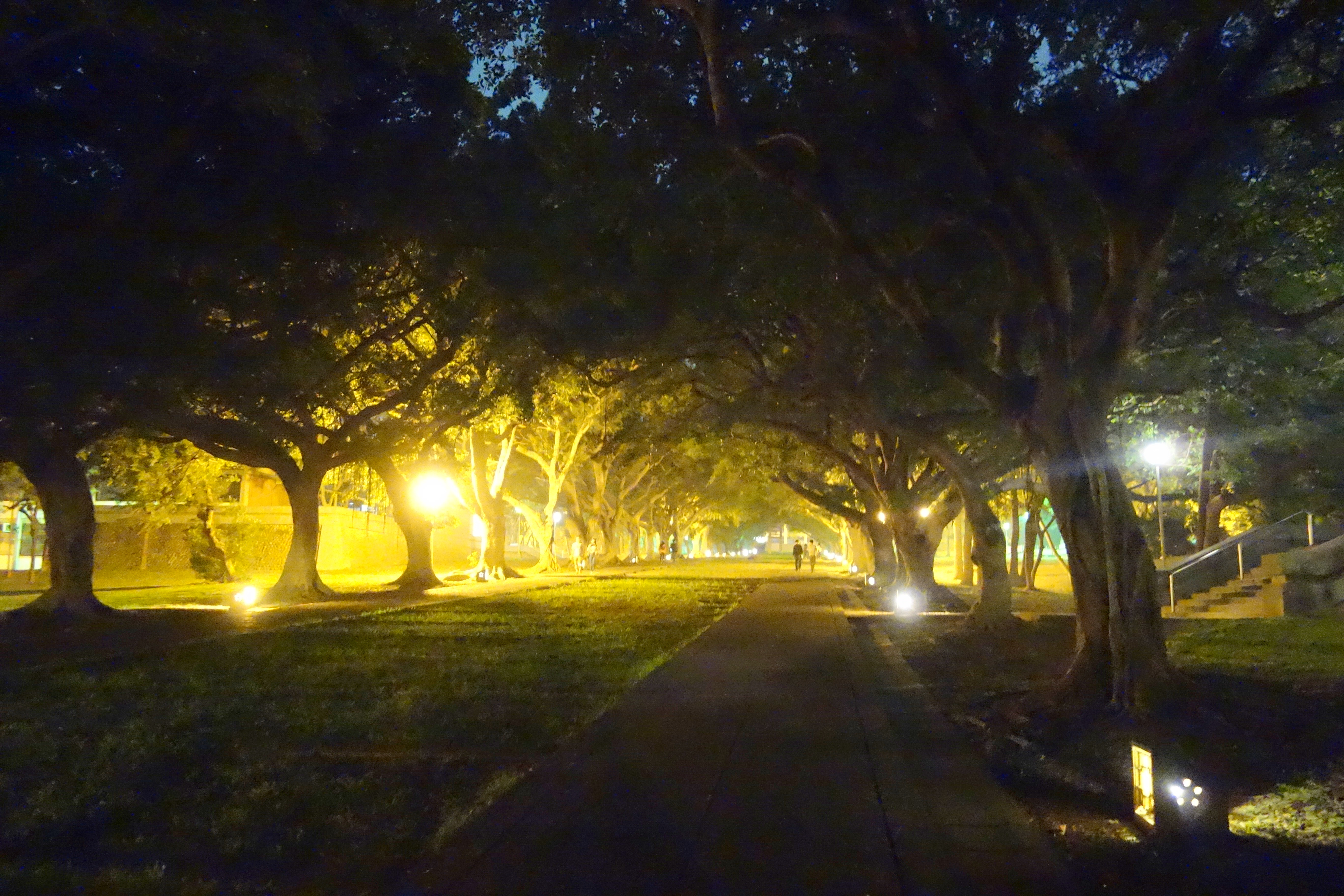
Бульвар Вэньли ночью

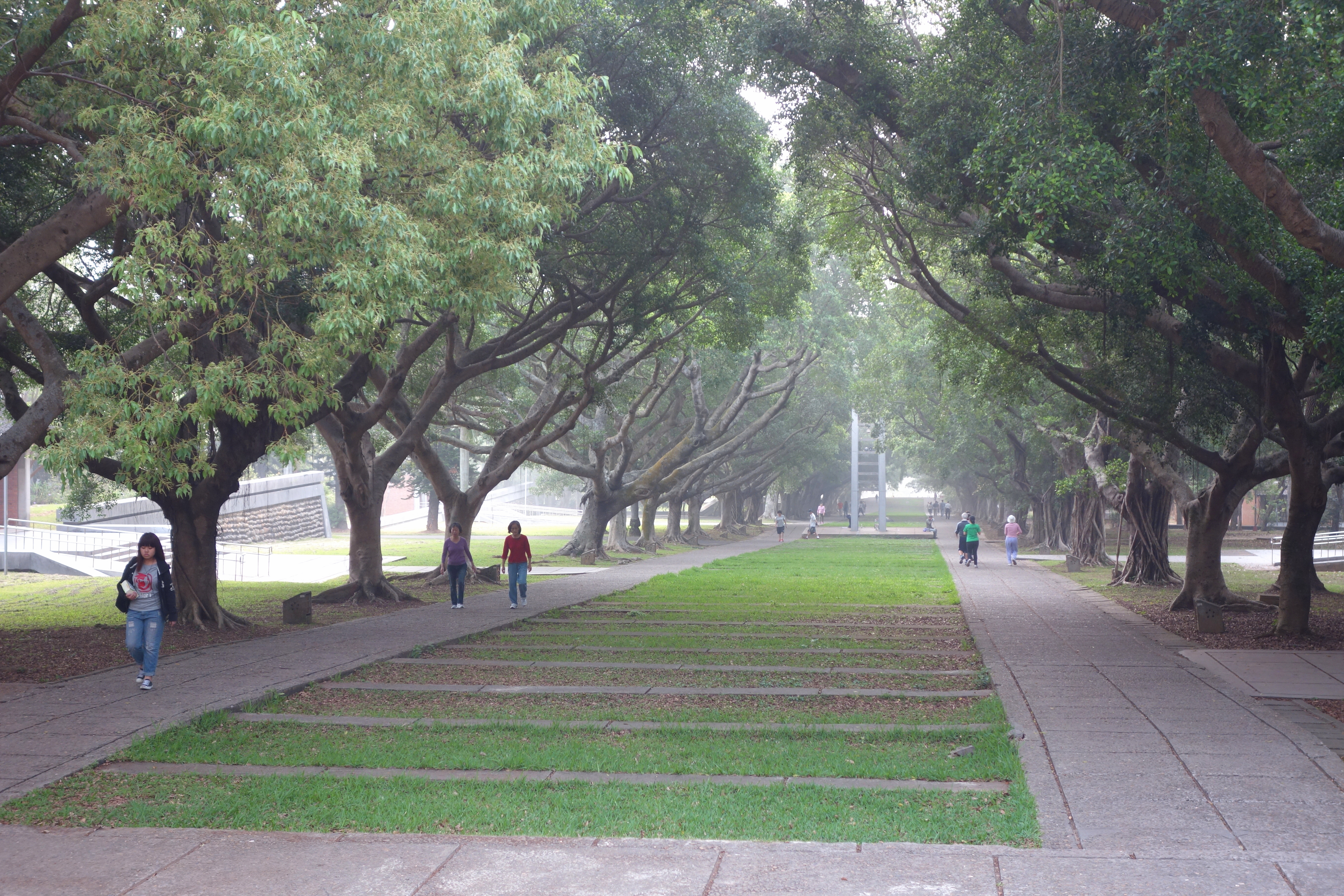
Бульвар Вэньли

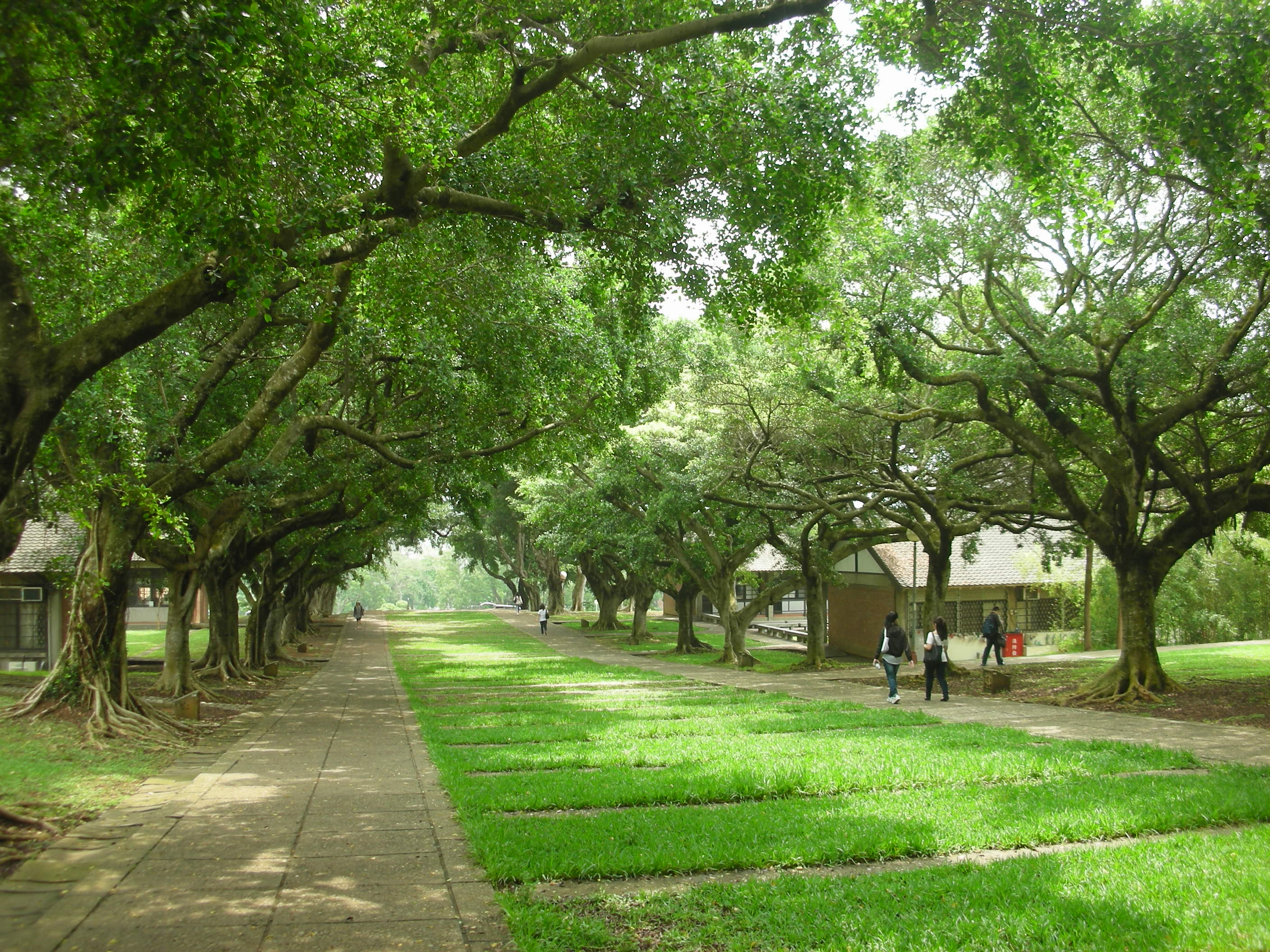
Бульвар Вэньли

### Сочельник в Дунхае
Каждый год тысячи посетителей посещают Университет Дунхай в канун Рождества на концерты, рождественские ярмарки, мероприятия, проводимые различными факультетами. В 2019 году прошли различные музыкальные и творческие мероприятия, в том числе полуночное богослужение, хоровое пение под открытым небом, рождественский музыкальный фестиваль, выступления музыкальных клубов и совместная рождественская вечеринка четырёх факультетов. В 2020 году на колокольне Дунхай на бульваре Вэньли была установлена инсталляция «Дорога истинного света» на тему «Первая рождественская ночь», что означает ночь рождения Иисуса Христа.

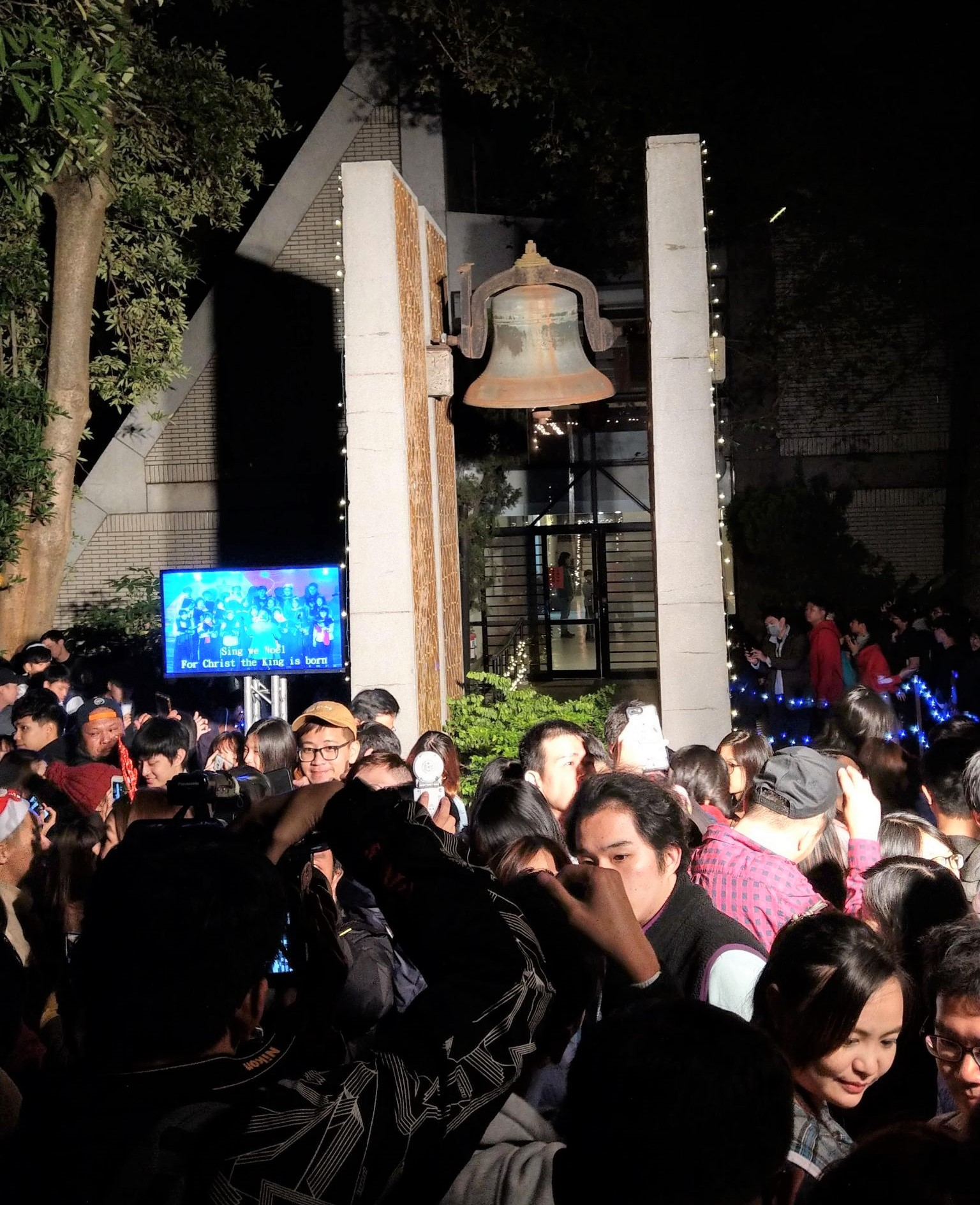
Туристы собрались у колокольни Прист, ожидая 100 ударов в колокол в полночь в канун Рождества.

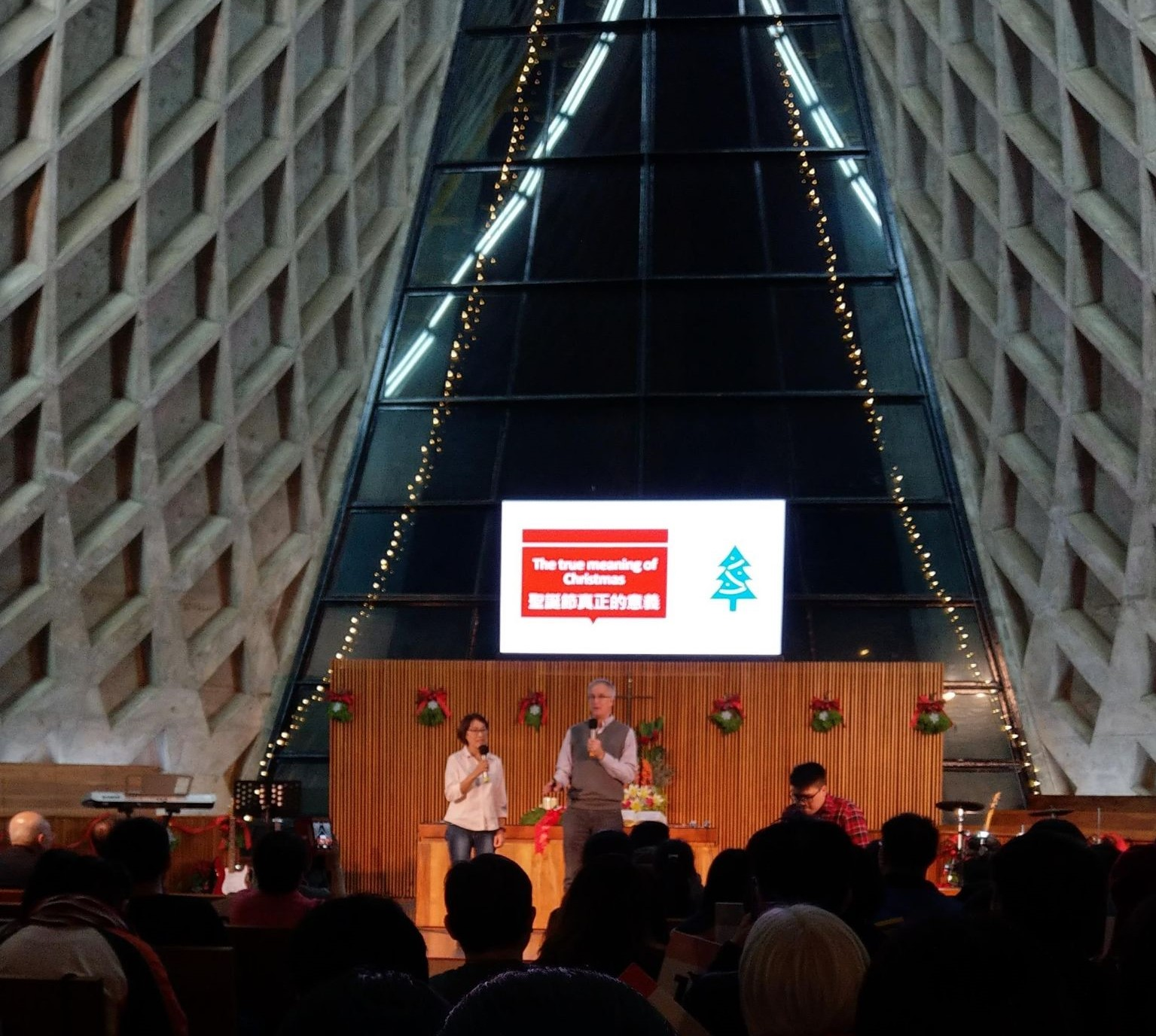
Рождественское мероприятие в Мемориальной часовне Люса

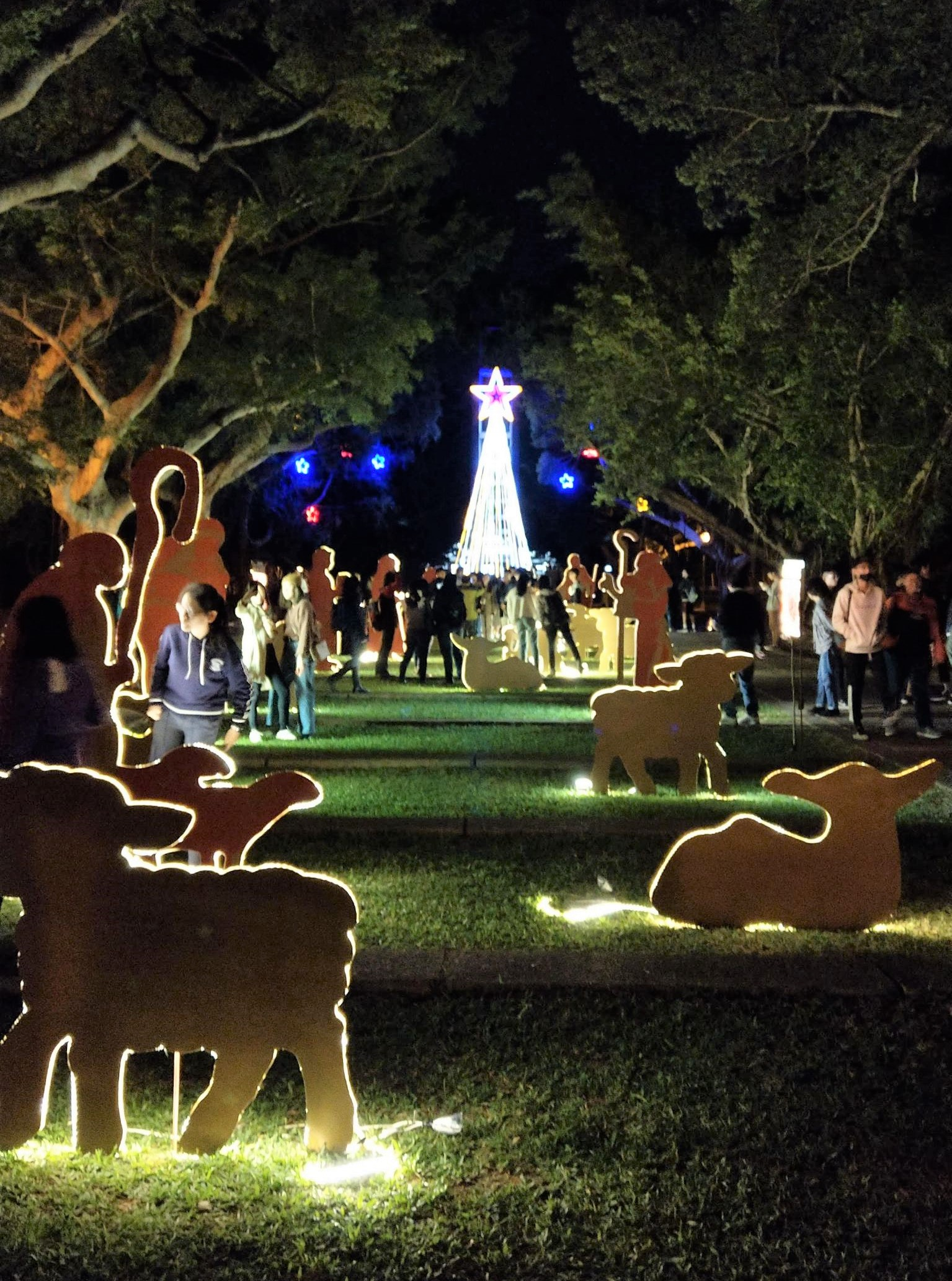
Бульвар Вэньли в Дунхае в канун Рождества.

## Библиотека
Главная библиотека Университета Дунхай расположена в конце торгового центра кампуса. Библиотечные фонды включают примерно 600 000 томов, 6515 текущих периодических изданий, 21 523 электронных серий, непечатные форматы и редкие книги.

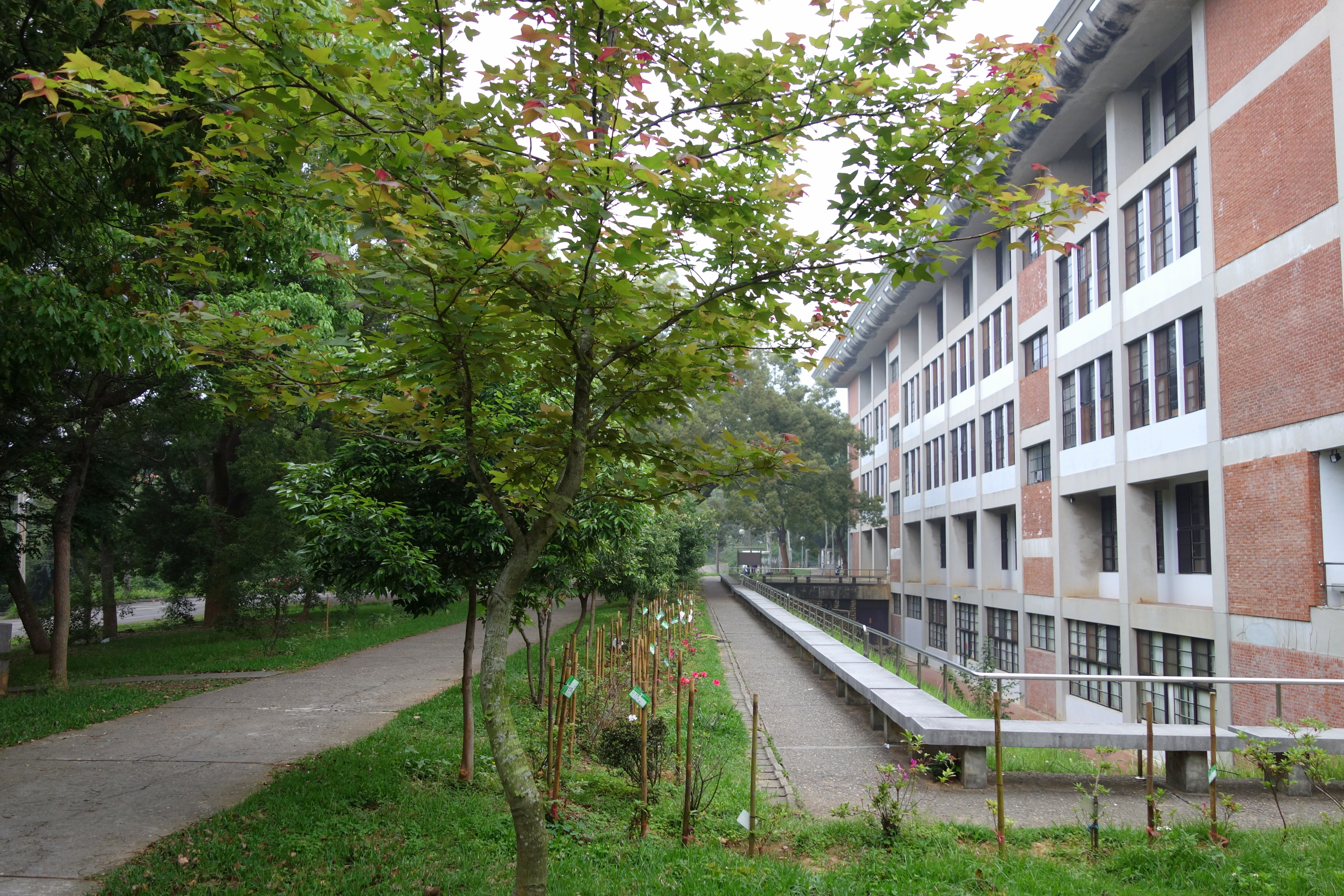
Дорожка мимо библиотеки Университета Дунхай

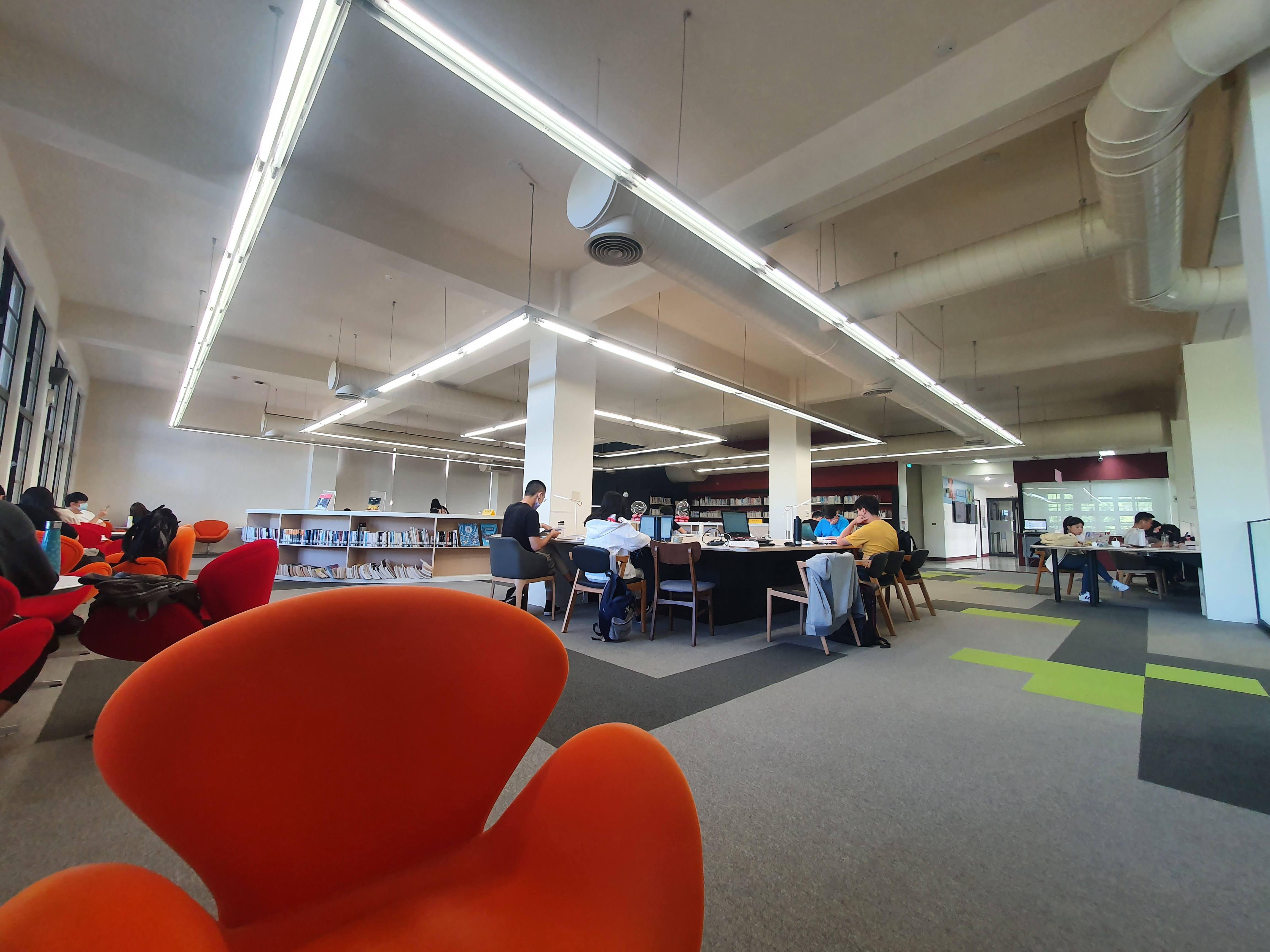
Библиотека Университета Дунхай 2F

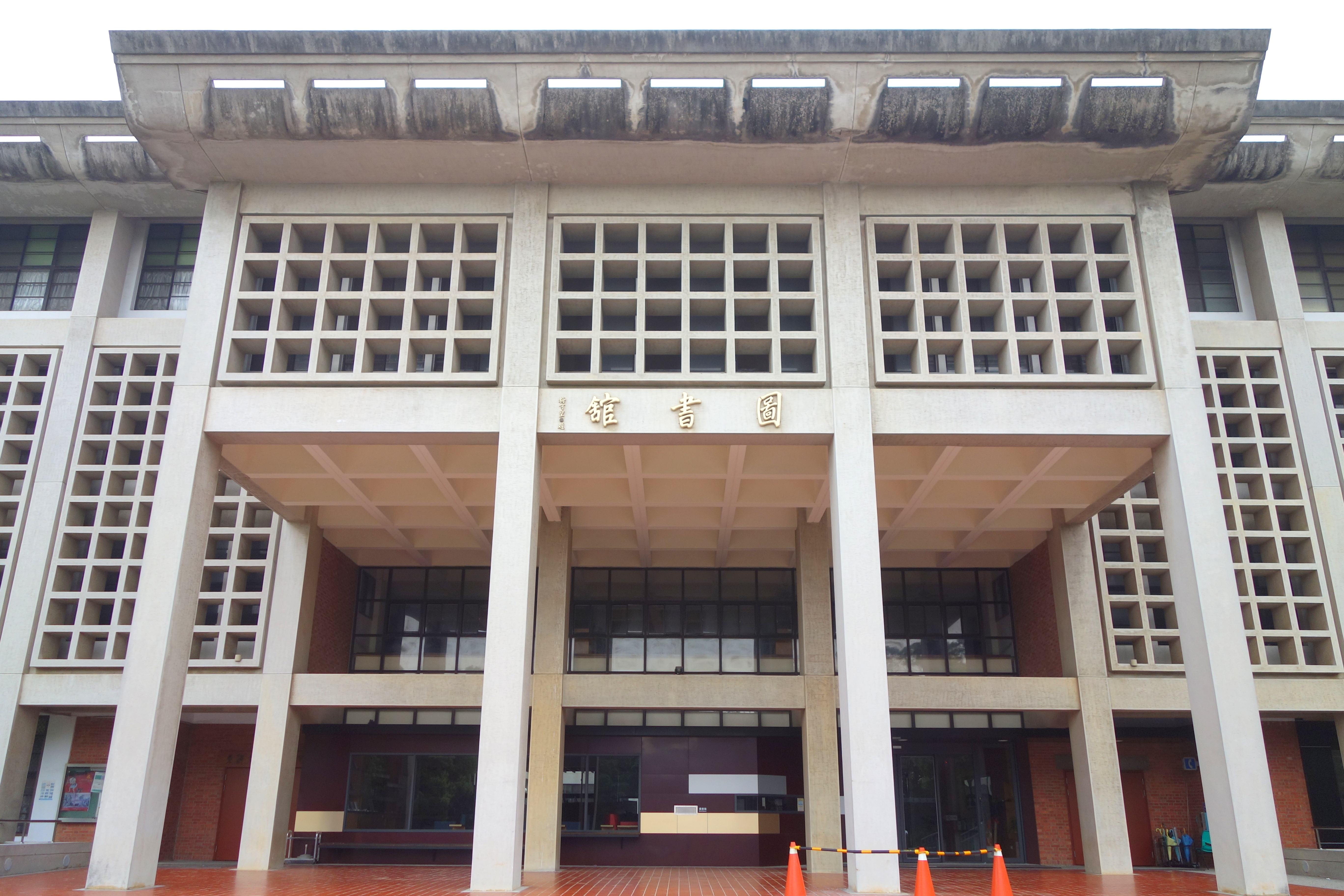
Библиотека Университета Дунхай

## Известные выпускники
- Чен Лонгбин[англ.] — скульптор
- Хо Пин[англ.] — кинорежиссёр

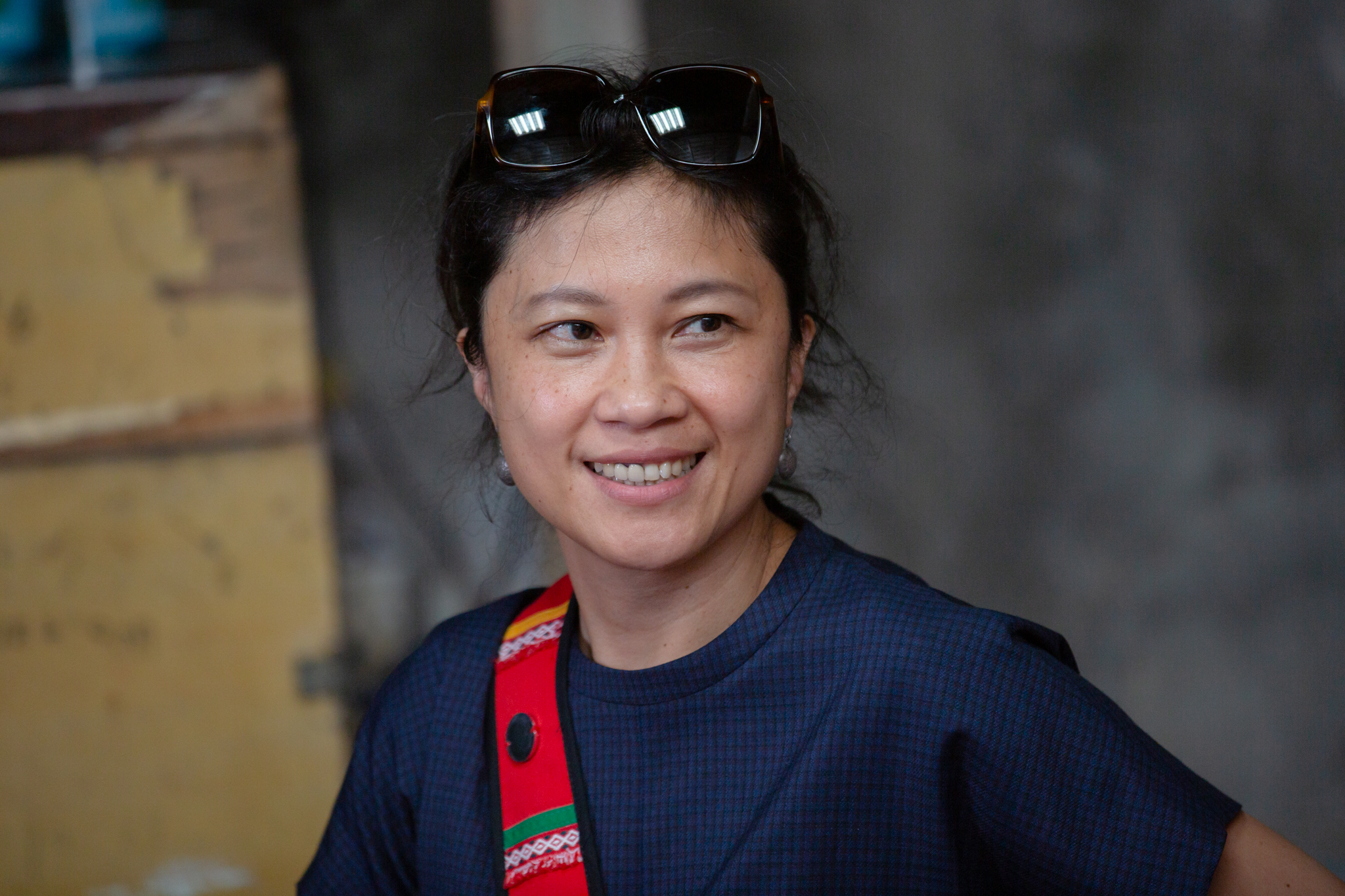
Выпускница университета, политик и журналистка Колас Йотака

- Колас Йотака[англ.] — тайваньский политик и журналист, представитель Исполнительного Юаня[англ.]
- TC Lin[англ.] (1988, студент по обмену) — режиссёр, фотограф и писатель[48]
- Ту Вэйминь[англ.] (1961) — специалист по этике и новому конфуцианству, почётный профессор китайской истории и философии, Гарвардский университет
- Бэн Ванг[англ.] — профессор материаловедения[49]
- Янг Му[англ.] — поэт
- Крис Яо[англ.] — архитектор
- Янг Яо[англ.] — политик, член Законодательного Юаня